# Turismo en Brasil

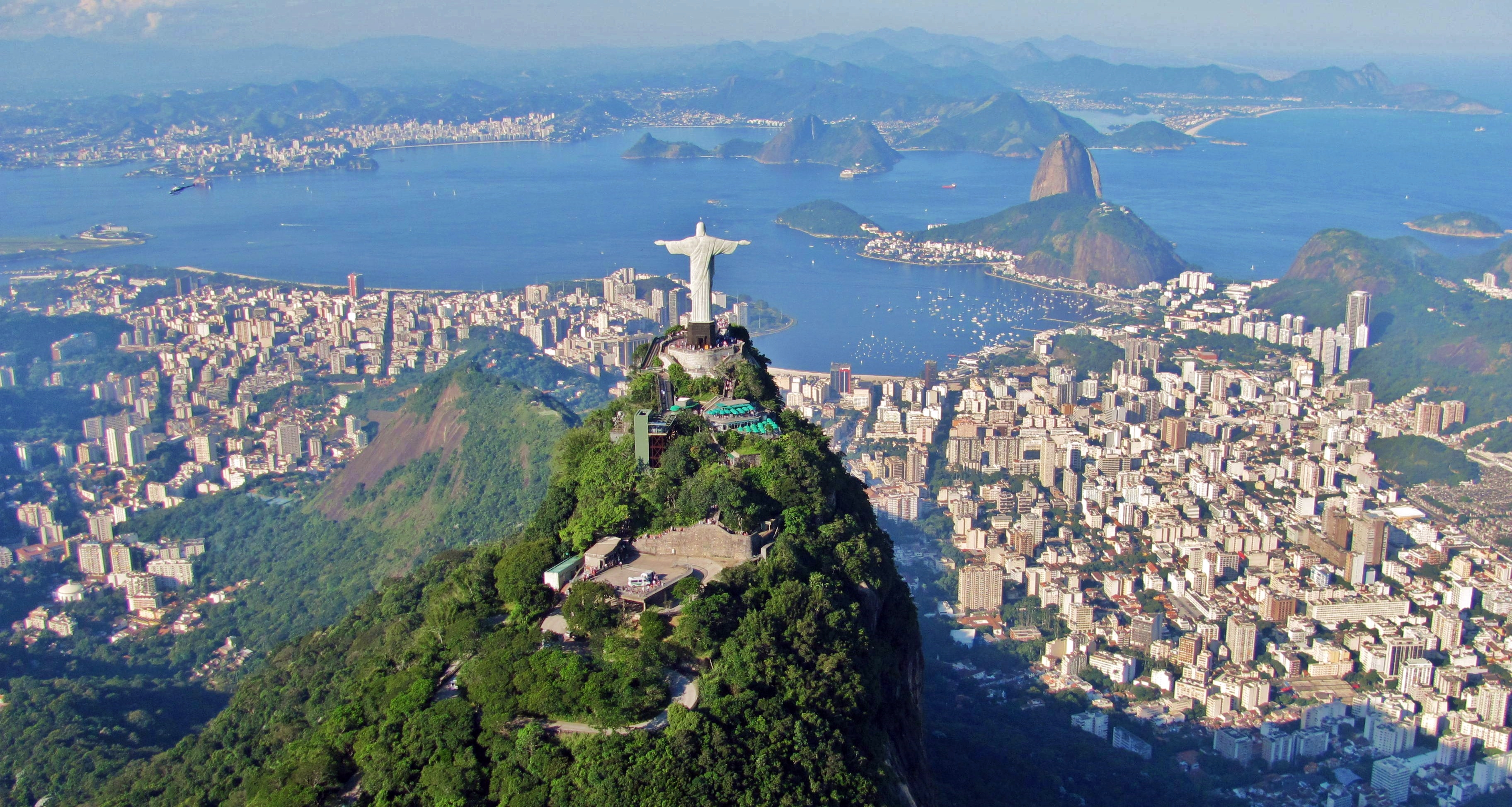
La estatua de Cristo Redentor, en Río de Janeiro es uno de los puntos turísticos más conocidos de Brasil.

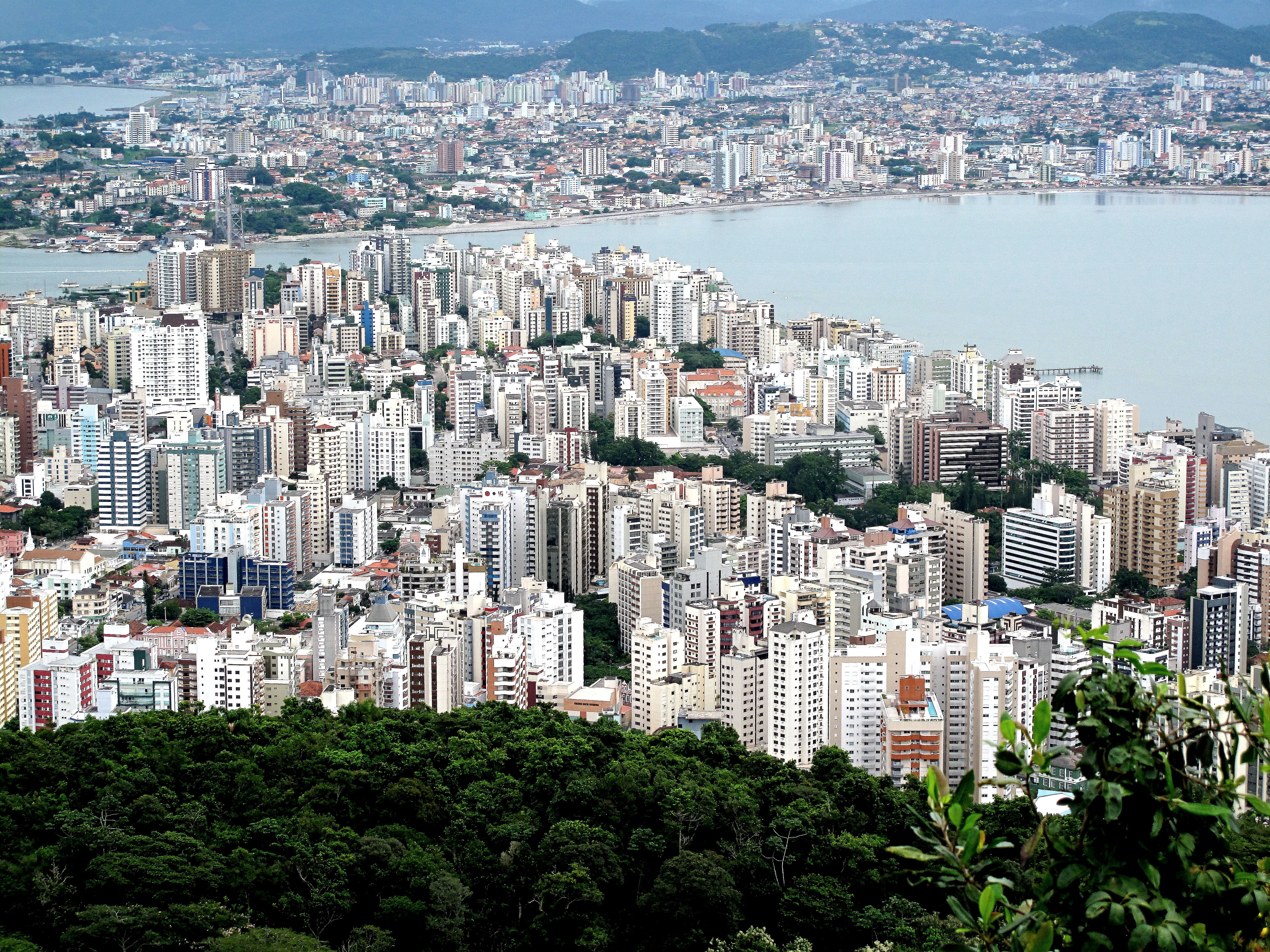
Florianópolis, la segunda ciudad más visitada del país.

El turismo en Brasil es una actividad importante en varias regiones del país. Con 6 600 000 visitantes extranjeros en 2017, Brasil es el segundo destino del mercado turístico internacional en América del Sur después de Argentina y ocupa el tercer lugar en América Latina en términos de turistas internacionales, después de México y la ya mencionada Argentina.
Los gastos de los turistas extranjeros que visitaron Brasil llegaron a 5,800 millones de dólares en 2008, 16,8% más que en el 2007 y el país abarcó 3,4% del flujo turístico internacional en el continente americano en 2008. En 2005, el turismo contribuyó un 3,2% de los ingresos nacionales derivados de las exportaciones de bienes y servicios, responsables de la creación de un 7% de empleos directos e indirectos en la economía brasileña. En 2006, se estima que 1,87 millones de personas fueron empleadas en el sector, con 768 mil empleos formales (41%) y 1,1 millón de ocupaciones informales (59%).
El turismo doméstico representa una parte fundamental del sector; contabilizando más de 50 millones de viajes anualmente, los ingresos directos generados por el turismo interno en 2010 fueron de 33 mil millones de dólares – casi seis veces más de lo que es captado por el país en relación con el turismo extranjero.

## Características

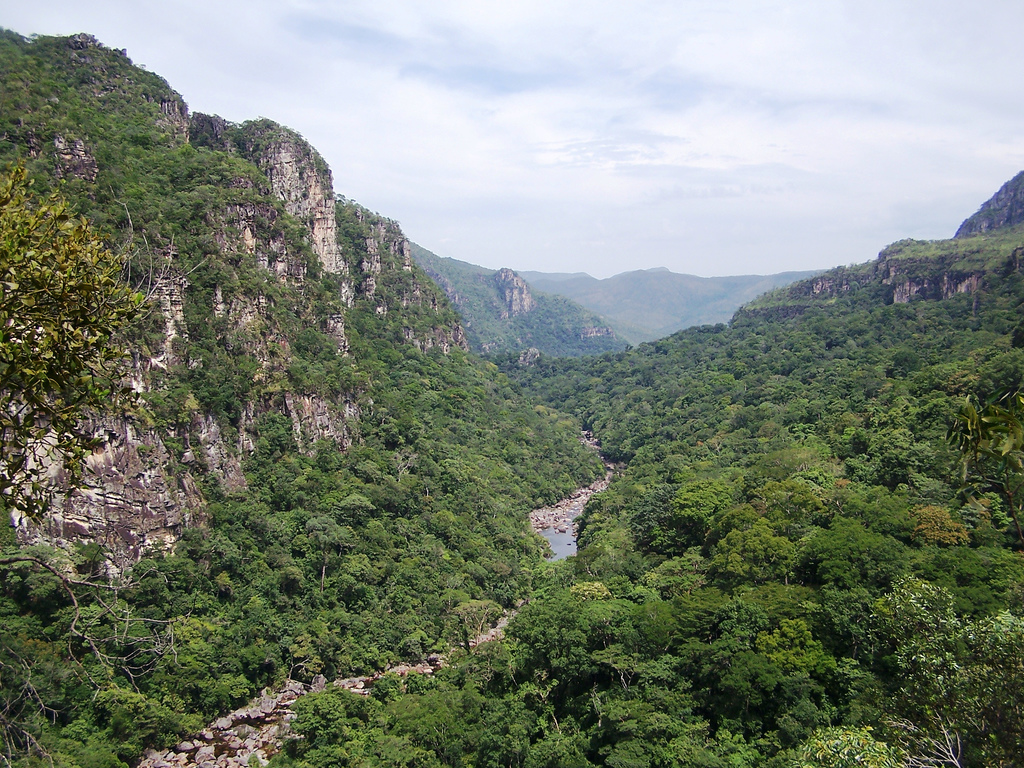
Parque nacional da Chapada dos Veadeiros, uno de los principales puntos turísticos de Goiás.

El producto turístico brasileño se caracteriza por ofrecer tanto al turista brasileño como al extranjero una gama diversificada de opciones, destacándose atractivos naturales, aventura e histórico-cultural. En los últimos años, el gobierno ha concentrado sus esfuerzos en políticas públicas para desarrollar el turismo brasileño, buscando reducir el desplazamiento interno, desarrollando infraestructura turística y capacitando mano de obra para el sector, además de aumentar considerablemente la divulgación del país en el exterior. Es notable el interés por la Amazona en la Región Norte, el litoral en el Nordeste, el Pantanal y el Planalto Central en el Centro-Oeste. El turismo histórico en Minas Gerais, las playas de Río de Janeiro y los negocios en São Paulo dividen el interés en el Sudeste, y las pampas y el clima frío en el Sur del país.

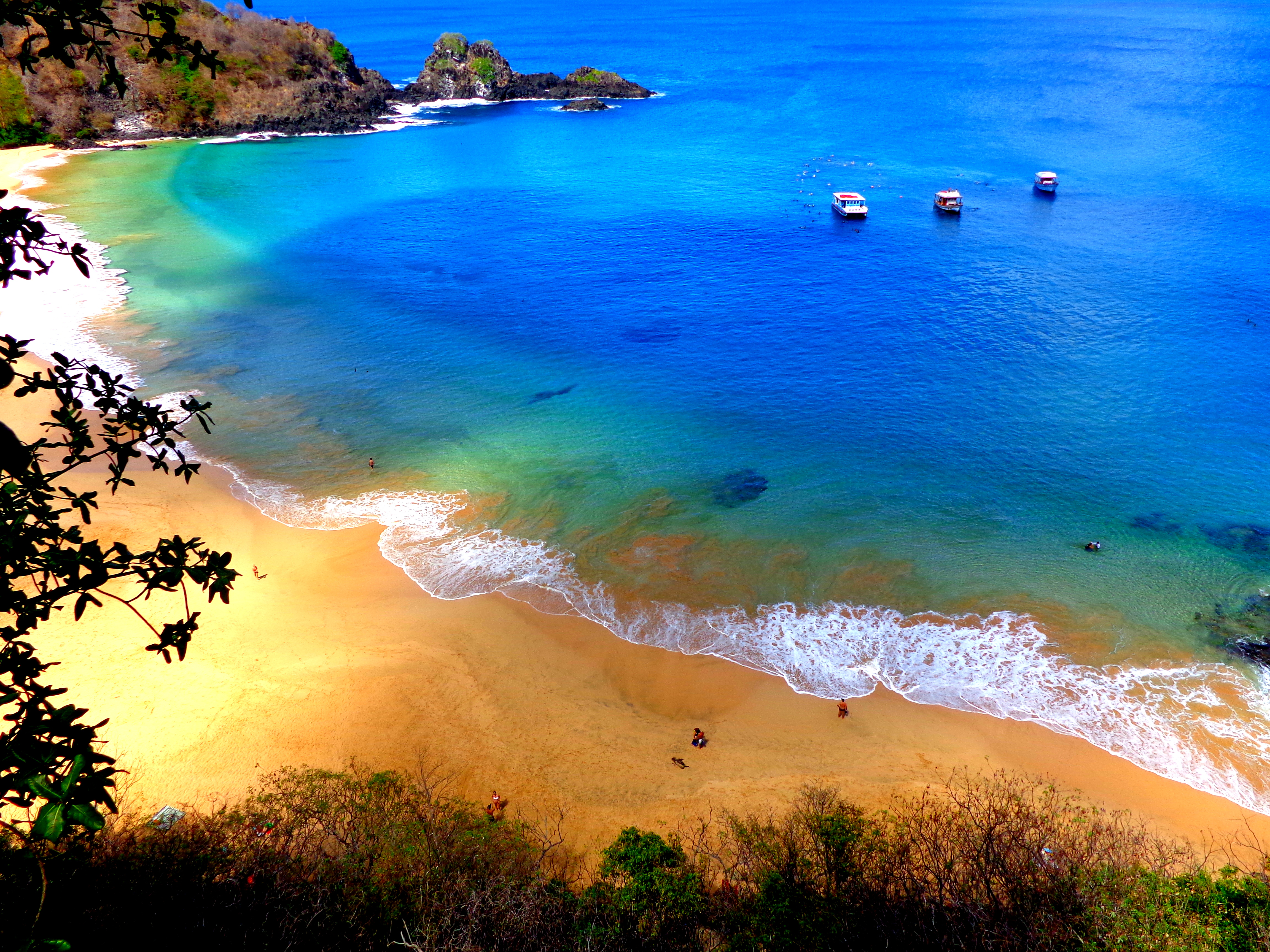
Fernando de Noronha, uno de los mayores polos turísticos del país.

En la clasificación del Índice de Competitividad en Viajes y Turismo (TTCI de su sigla en inglés) de 2013, que mide los factores más importantes para la consolidación de empresas en el sector del turismo en cada país, Brasil alcanzó el 51.º lugar a nivel mundial, siendo el cuarto colocado entre los países de América Latina y el quinto en el continente americano. Las ventajas competitivas de Brasil para desarrollar emprendimientos turísticos se han consolidado en el área de recursos humanos, y en los aspectos culturales y naturales, en los cuales el país se clasificó en 2009, en el cuarto lugar a nivel mundial, con mayor énfasis en indicadores relacionados con los recursos naturales y culturales, debido a que, teniendo en cuenta solo sus recursos naturales, Brasil se posiciona en el segundo lugar en el ranking mundial. El informe de TTCI también señala las principales deficiencias del sector turístico brasileño están en la competitividad de sus precios (91.º lugar), la infraestructura de transporte terrestre (110.º lugar), y la seguridad pública (130.º lugar de 133 países encuestados).
De acuerdo con la International Congress & Convention Association (ICCA), Brasil ocupa el primer lugar entre los países latinoamericanos que más eventos internacionales reciben al año, el segundo del continente americano y el séptimo en el mundo, detrás de Estados Unidos, Alemania, España, Francia, Reino Unido e Italia, respectivamente.

## Turismo internacional
| Série histórica de llegadas de turistas internacionales al Brasil 1995-2011 | Série histórica de llegadas de turistas internacionales al Brasil 1995-2011 | Série histórica de llegadas de turistas internacionales al Brasil 1995-2011 | Série histórica de llegadas de turistas internacionales al Brasil 1995-2011 | Série histórica de llegadas de turistas internacionales al Brasil 1995-2011 |
| --------------------------------------------------------------------------- | --------------------------------------------------------------------------- | --------------------------------------------------------------------------- | --------------------------------------------------------------------------- | --------------------------------------------------------------------------- |
| Año                                                                         | Llegadas turistas extranj. (1000)                                           | Var. anual (%)                                                              | Ingresos generados (Millones) USD)                                          | Var. anual (%)                                                              |
| 1995                                                                        | 1.991                                                                       | -                                                                           | 972                                                                         | -                                                                           |
| 2000                                                                        | 5.313                                                                       | -                                                                           | 1.810                                                                       | -                                                                           |
| 2003                                                                        | 4.133                                                                       | -                                                                           | 2.479                                                                       | -                                                                           |
| 2004                                                                        | 4.794                                                                       | 16,0                                                                        | 3.222                                                                       | 30,0                                                                        |
| 2005                                                                        | 5.358                                                                       | 11,8                                                                        | 3.861                                                                       | 19,8                                                                        |
| 2006                                                                        | 5.019                                                                       | -6,3                                                                        | 4.316                                                                       | 11,8                                                                        |
| 2007                                                                        | 5.026                                                                       | 0,1                                                                         | 4.953                                                                       | 14,8                                                                        |
| 2008                                                                        | 5.050                                                                       | 0,5                                                                         | 5.785                                                                       | 16,7                                                                        |
| 2009                                                                        | 4.802                                                                       | -4,9                                                                        | 5.305                                                                       | -8,2                                                                        |
| 2010                                                                        | 5.161                                                                       | 7,5                                                                         | 5.919                                                                       | 11,6                                                                        |
| 2011                                                                        | 5.400                                                                       | 4,6                                                                         | 6.775                                                                       | 14,5                                                                        |

Según números de la Organización Mundial del Turismo, los esfuerzos para desarrollar la actividad en Brasil han dado el resultado esperado. En los últimos años, como se muestra en la tabla debajo, los números fueron récord en la serie histórica para el país y el turismo brasileño creció en 2004 y 2005 más que en los principales países del ranking en la OMT. Sin embargo, en 2006, se registró una caída, manteniendo el flujo casi constante de turistas internacionales entre el año 2006 y 2008. Sin embargo, los ingresos por turismo internacional siguen creciendo, pasando de 3 900 millones de dólares en 2005 a 4,9 mil millones en 2007 y 5 700 millones de dólares en 2008. En 2010, el gasto de turistas extranjeros en Brasil creció un 11,05%, comparando con el 2009. Estos resultados fueron considerados un gran logro para el sector, principalmente, en virtud de la fuerte valorización del cambio del Real frente al Dólar estadounidense que sucedió hasta agosto de 2008, lo que hacia a Brasil un destino más caro para los extranjeros; De los problemas causados por la  crisis aérea en los aeropuertos brasileños, y la crisis financiera de Varig, considerada responsable de una retirada aproximada de cerca de 400 000 turistas extranjeros en 2006. Esta tendencia de crecimiento cambió en 2009, cuando el número de visitantes disminuyó para 4.8 millones y los ingresos cayeron a USD 5 300 millones como resultado de la crisis económica de 2008-2009.
Aunque los ingresos por turismo internacional continúen rompiendo récords, el número de turistas brasileños en el exterior ha crecido significativamente en los últimos años, provocando un saldo negativo en comparación con los ingresos por turismo internacional en los gastos de los brasileños en el extranjero. El gasto cambiario turístico pasó de US$ 5 764 millones en 2006, para US$ 8 211 millones en 2007 (42,45%), lo que representa un déficit en el 2007 de US$ 3 258 millones dólares, frente a US$ $ 1 448 millones en 2006, es decir, un aumento de 125% en el último año. Esta tendencia creciente viene manteniéndose desde 2003 y se debe a que los brasileños aprovechan la valorización del real para viajar y realizar mayores gastos en el exterior. La proporción de brasileños que realizaron viajes internacionales en 2006 fue de 3,9% de la población.
La mayor parte de los turistas extranjeros en visita al Brasil en 2016 fue de procedencia sudamericana (40,99%) – principalmente de Argentina y Paraguay-, de Europa (35,17%) - principalmente de Francia y de Alemania -, y de América del Norte (15,16%), sobre todo de los Estados Unidos. Los principales países de origen de los turistas extranjeros que visitaron Brasil en el año 2016 son:
| Principales 15 países emisores de turistas para Brasil (datos de 2016) | Principales 15 países emisores de turistas para Brasil (datos de 2016) | Principales 15 países emisores de turistas para Brasil (datos de 2016) |
| Posición 2016                                                          | País de origen                                                         | Turistas extranjeros 2016                                              |
| ---------------------------------------------------------------------- | ---------------------------------------------------------------------- | ---------------------------------------------------------------------- |
| 1º                                                                     | Argentina                                                              | 2.294.900                                                              |
| 2º                                                                     | Estados Unidos                                                         | 570.350                                                                |
| 3º                                                                     | Paraguay                                                               | 316.714                                                                |
| 4º                                                                     | Chile                                                                  | 311.813                                                                |
| 5º                                                                     | Uruguay                                                                | 284.113                                                                |
| 6º                                                                     | Francia                                                                | 263.774                                                                |
| 7º                                                                     | Alemania                                                               | 221.513                                                                |
| 8º                                                                     | Reino Unido                                                            | 202.671                                                                |
| 9º                                                                     | Italia                                                                 | 181.493                                                                |
| 10º                                                                    | Portugal                                                               | 149.968                                                                |
| 11º                                                                    | España                                                                 | 147.846                                                                |
| 12º                                                                    | Bolivia                                                                | 138.106                                                                |
| 13º                                                                    | Colombia                                                               | 135.192                                                                |
| 14º                                                                    | Perú                                                                   | 114.276                                                                |
| 15º                                                                    | México                                                                 | 94.609                                                                 |
| Llegadas de turistas internacionales por región de origen (2016)       |                                                                        |                                                                        |
| 1º                                                                     | América del Sur                                                        | 3.732.722                                                              |
| 2º                                                                     | Europa                                                                 | 1.606.495                                                              |
| 3º                                                                     | América del Norte                                                      | 735.062                                                                |

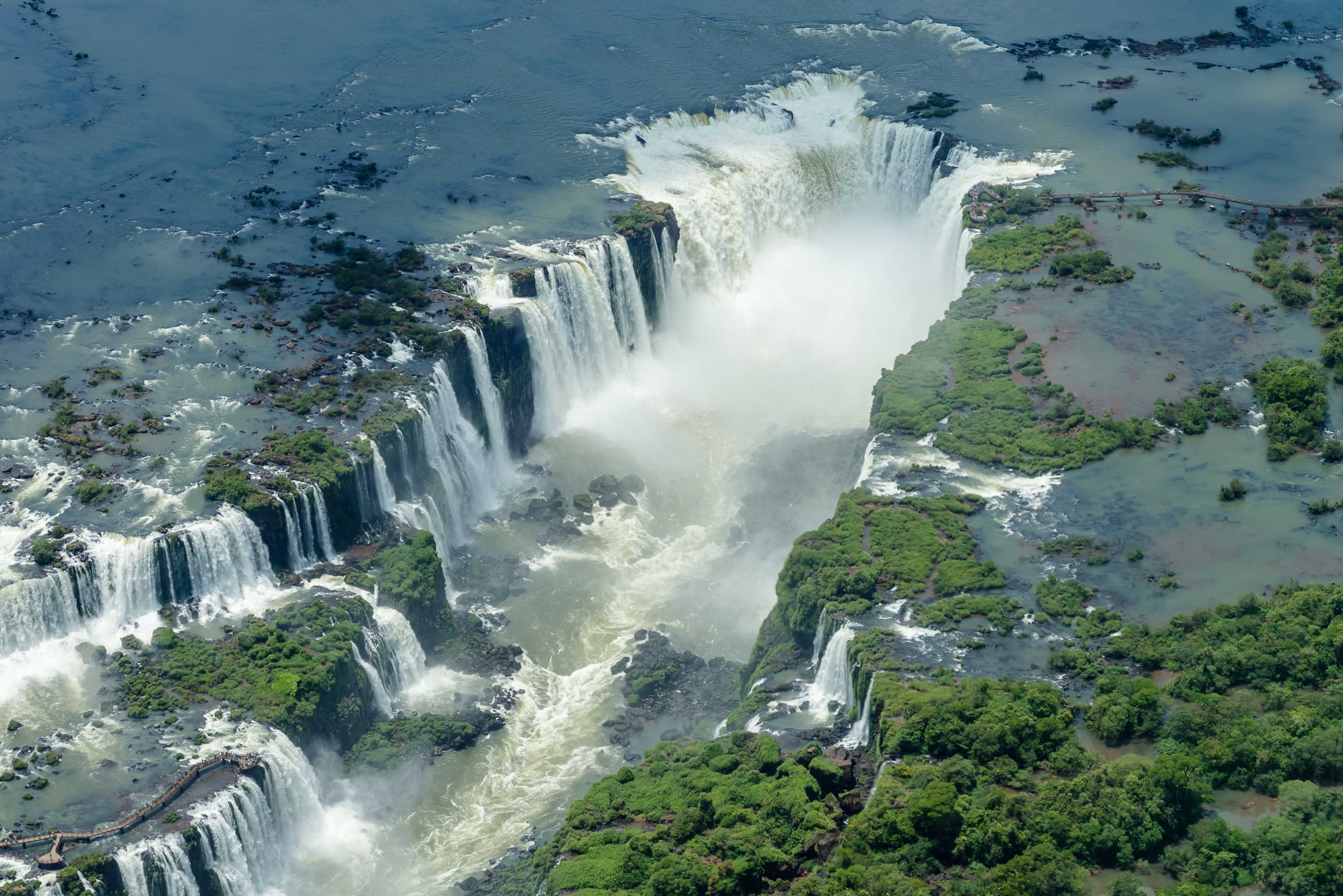
Foz do Iguaçu, en la triple frontera entre Argentina, Paraguay y Brasil, es el tercero destino más buscado por los turistas extranjeros que vienen a Brasil por ocio.

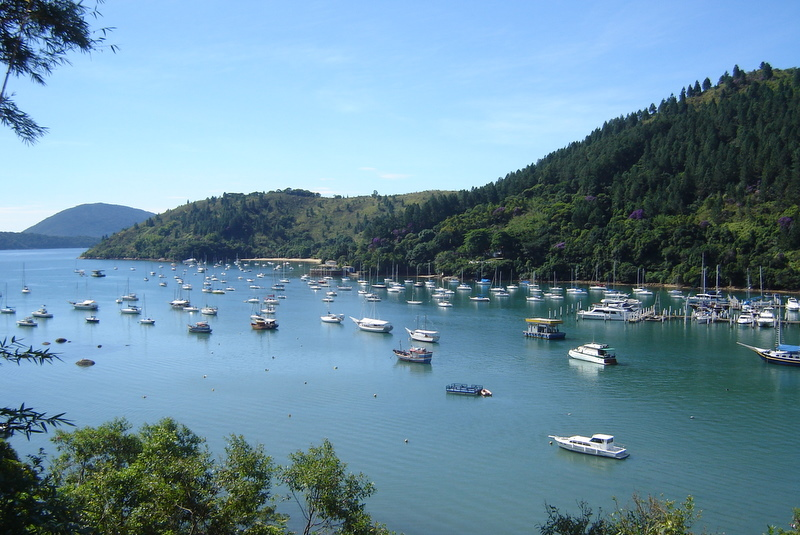
Ubatuba, São Paulo.

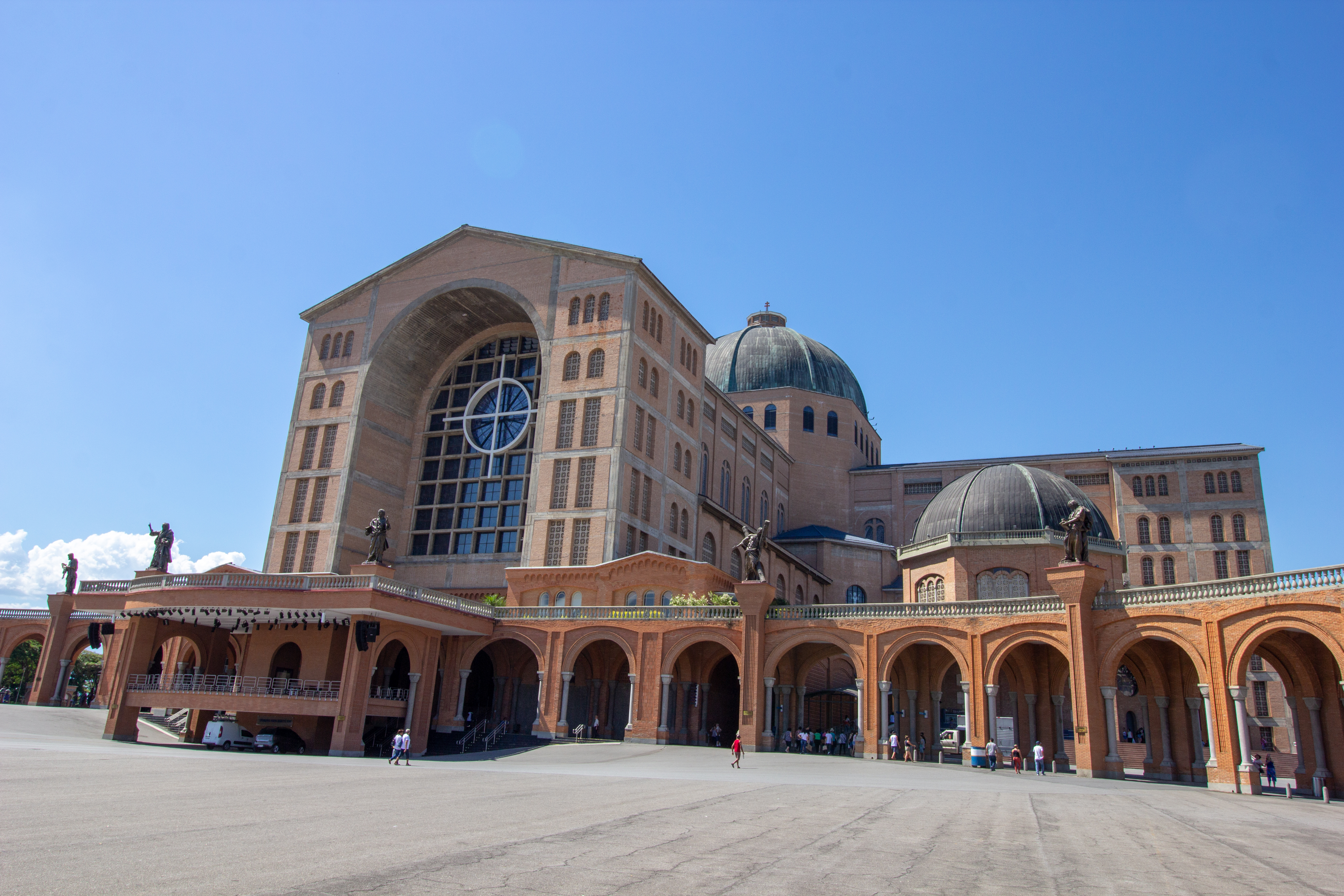
La Basílica de Nuestra Señora Aparecida es la segunda iglesia católica más grande del mundo en superficie interior después de la Basílica de San Pedro en la Ciudad del Vaticano.

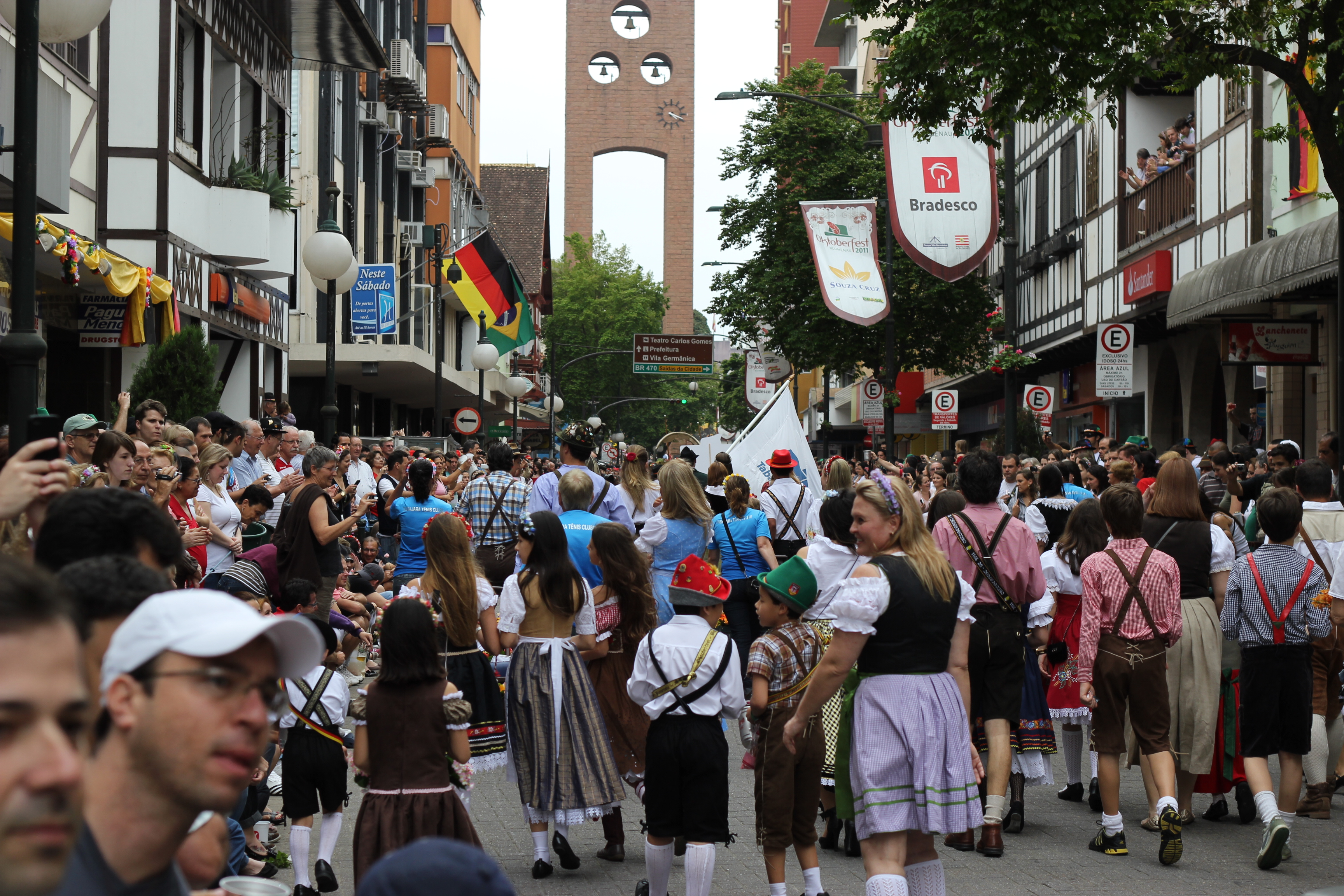
Oktoberfest en Blumenau.

Los viajes de los turistas extranjeros en 2005 fueron motivados en gran medida por: ocio (44,4%), convenciones de negocios y eventos (29,1%) y visita a amigos y familiares (22,6%). En cuanto al tipo de alojamiento, el 59,7% se quedó en un hotel, posadas o Resorts, 24,3% en los hogares de amigos o familiares, y el 8,1% en Propiedades alquiladas. Los principales medios de locomoción empleados para llegar al Brasil en 2007 fueron: transporte aéreo (74,6%), terrestre (22,9%) y marítimo (1,7%).
Estos viajes fueron impulsadas principalmente por: Para el segmento del mercado turístico internacional, en 2005, los destinos más elegidos para viajes de ocio fueron Río de Janeiro, São Paulo y Foz de Iguaçu, respectivamente. Para los turistas extranjeros que visitaron Brasil con motivo de negocios, eventos y convenciones en 2005, los destinos más buscados fueron São Paulo, Río de Janeiro y Porto Alegre. Las investigaciones de EMBRATUR indican que existe una fuerte concentración de viajes de los turistas extranjeros en las ciudades de Río de Janeiro y São Paulo, y en las regiones Sudeste y Sur del país, independientemente del motivo.
| 1º  | Río de Janeiro     | RJ |
| 2º  | Florianópolis      | SC |
| 3º  | Foz do Iguaçu      | PR |
| 4º  | São Paulo          | SP |
| 5º  | Armação dos Búzios | RJ |
| 6º  | Salvador           | BA |
| 7º  | Bombinhas          | SC |
| 8º  | Angra dos Reis     | RJ |
| 9º  | Balneário Camboriú | SC |
| 10º | Paraty             | RJ |
| 11º | Ipojuca            | PE |
| 12º | Natal              | RN |
| 13º | Cairu              | BA |
| 14º | Fortaleza          | CE |
| 15º | Itapema            | SC |

| 1º  | Río de Janeiro    | RJ |
| 2º  | São Paulo         | SP |
| 3º  | Maceió            | AL |
| 4º  | Gramado           | RS |
| 5º  | Fortaleza         | CE |
| 6º  | Natal             | RN |
| 7º  | Foz do Iguaçu     | PR |
| 8º  | Porto de Galinhas | PE |
| 9º  | Salvador          | BA |
| 10º | Florianópolis     | SC |

### Comparación con destinos de América Latina
A continuación se presenta un resumen comparativo de las principales estadísticas sobre el turismo de Brasil con países que están entre los destinos más populares de América Latina, incluyendo indicadores que reflejan la importancia de la actividad en sus economías, así como su potencial o atractivo para realizar inversiones o desarrollar negocios en el sector de viajes y turismo de cada país, reflejado por el índice de competitividad del turismo.
| País de América Latina | Llegadas turistas internl. 2010 (miles) | Ingresos turismo internl. 2010 (en millones USD) | Ingreso medio por llegada 2010 (USD/tur) | Llegadas por 1000 hab (estimado) 2007 | Ingresos per cápita 2005 USD | Ingresos % exportación bienes y servicios 2003 | Ingresos turismo % PIB 2003 | % Empleos directos e indirectos en turismo 2005 | Classif. Mundial Competitiv. Turística TTCI 2011 | Valor del Índice TTCI 2011 |
| ---------------------- | --------------------------------------- | ------------------------------------------------ | ---------------------------------------- | ------------------------------------- | ---------------------------- | ---------------------------------------------- | --------------------------- | ----------------------------------------------- | ------------------------------------------------ | -------------------------- |
| Argentina              | 5.288                                   | 4.930                                            | 932                                      | 115                                   | 57                           | 7,4                                            | 1,8                         | 9,1                                             | 60                                               | 4,20                       |
| Bolivia*               | 671                                     | 279                                              | 416                                      | 58                                    | 22                           | 9,4                                            | 2,2                         | 7,6                                             | 117                                              | 3,35                       |
| Brasil                 | 5.161                                   | 5.919                                            | 1.147                                    | 26                                    | 18                           | 3,2                                            | 0,5                         | 7,0                                             | 52                                               | 4,36                       |
| Chile                  | 2.766                                   | 1.636                                            | 591                                      | 151                                   | 73                           | 5,3                                            | 1,9                         | 6,8                                             | 57                                               | 4,27                       |
| Colombia               | 2.385                                   | 2.083                                            | 873                                      | 26                                    | 25                           | 6,6                                            | 1,4                         | 5,9                                             | 77                                               | 3,94                       |
| Costa Rica             | 2.100                                   | 2.111                                            | 1.005                                    | 442                                   | 343                          | 17,5                                           | 8,1                         | 13,3                                            | 44                                               | 4,43                       |
| Cuba                   | 2.507                                   | n/d                                              | n/d                                      | 188                                   | 169                          | n/d                                            | n/d                         | n/d                                             | n/d                                              | n/d                        |
| Ecuador                | 1.047                                   | 781                                              | 746                                      | 71                                    | 35                           | 6,3                                            | 1,5                         | 7,4                                             | 87                                               | 3,79                       |
| El Salvador            | 1.150                                   | 390                                              | 339                                      | 195                                   | 67                           | 12,9                                           | 3,4                         | 6,8                                             | 96                                               | 3,68                       |
| Guatemala              | 1.219                                   | 1.378                                            | 1.130                                    | 108                                   | 66                           | 16,0                                           | 2,6                         | 6,0                                             | 86                                               | 3,82                       |
| Haití*                 | n/d                                     | n/d                                              | 685*                                     | n/d                                   | 12*                          | 19,4                                           | 3,2                         | 4,7                                             | n/d                                              | n/d                        |
| Honduras               | 896                                     | 650                                              | 725                                      | 117                                   | 61                           | 13,5                                           | 5,0                         | 8,5                                             | 88                                               | 3,79                       |
| México                 | 22.395                                  | 11.872                                           | 530                                      | 201                                   | 103                          | 5,7                                            | 1,6                         | 14,2                                            | 43                                               | 4,43                       |
| Nicaragua              | 1.011                                   | 309                                              | 306                                      | 443                                   | 316                          | 16,5                                           | 7,9                         | 13,1                                            | 100                                              | 3,56                       |
| Panamá                 | 1.317                                   | 1.676                                            | 1.273                                    | 330                                   | 211                          | 10,6                                           | 6,3                         | 12,9                                            | 56                                               | 4,30                       |
| Paraguay               | 465                                     | 217                                              | 467                                      | 68                                    | 11                           | 4,2                                            | 1,3                         | 6,4                                             | 123                                              | 3,26                       |
| Perú                   | 2.700                                   | 2.274                                            | 989                                      | 65                                    | 41                           | 9,0                                            | 1,6                         | 7,6                                             | 69                                               | 4,04                       |
| República Dominicana   | 4.125                                   | 4.240                                            | 1.028                                    | 408                                   | 353                          | 36,2                                           | 18,8                        | 19,8                                            | 72                                               | 3,99                       |
| Uruguay                | 2.352                                   | 1.496                                            | 636                                      | 525                                   | 145                          | 14,2                                           | 3,6                         | 10,7                                            | 58                                               | 4,24                       |
| Venezuela*             | 615                                     | 788                                              | 1.281                                    | 28                                    | 19                           | 1,3                                            | 0,4                         | 8,1                                             | 106                                              | 3,46                       |

- Nota (1): Los dos países marcados con asterisco (*) no tienen todas sus estadísticas disponibles para 2010, entonces se incluyeron solo como referencia los datos de 2003 para Haití[17] y de 2009 para Bolivia y Venezuela.[33]
- Nota (2): El color sombreado verde denota el país con el mejor indicador y el color sombreado amarillo corresponde al país con el valor más bajo, ambos para países con datos de 2010.

## Parques de atracciones
En 2023, según el ranking "Los mejores parques de atracciones y acuáticos", del premio "Travelers' Choice" del sitio TripAdvisor, Brasil tenía 4 de los 25 mejores parques de entretenimiento del mundo: Beto Carrero World (2º), en Santa Catarina; Beach Park (3º), en Ceará; Parque Terra Mágica Florybal (13º), en Rio Grande do Sul; y Hot Park (18º), en Goiás.

## Turismo nacional

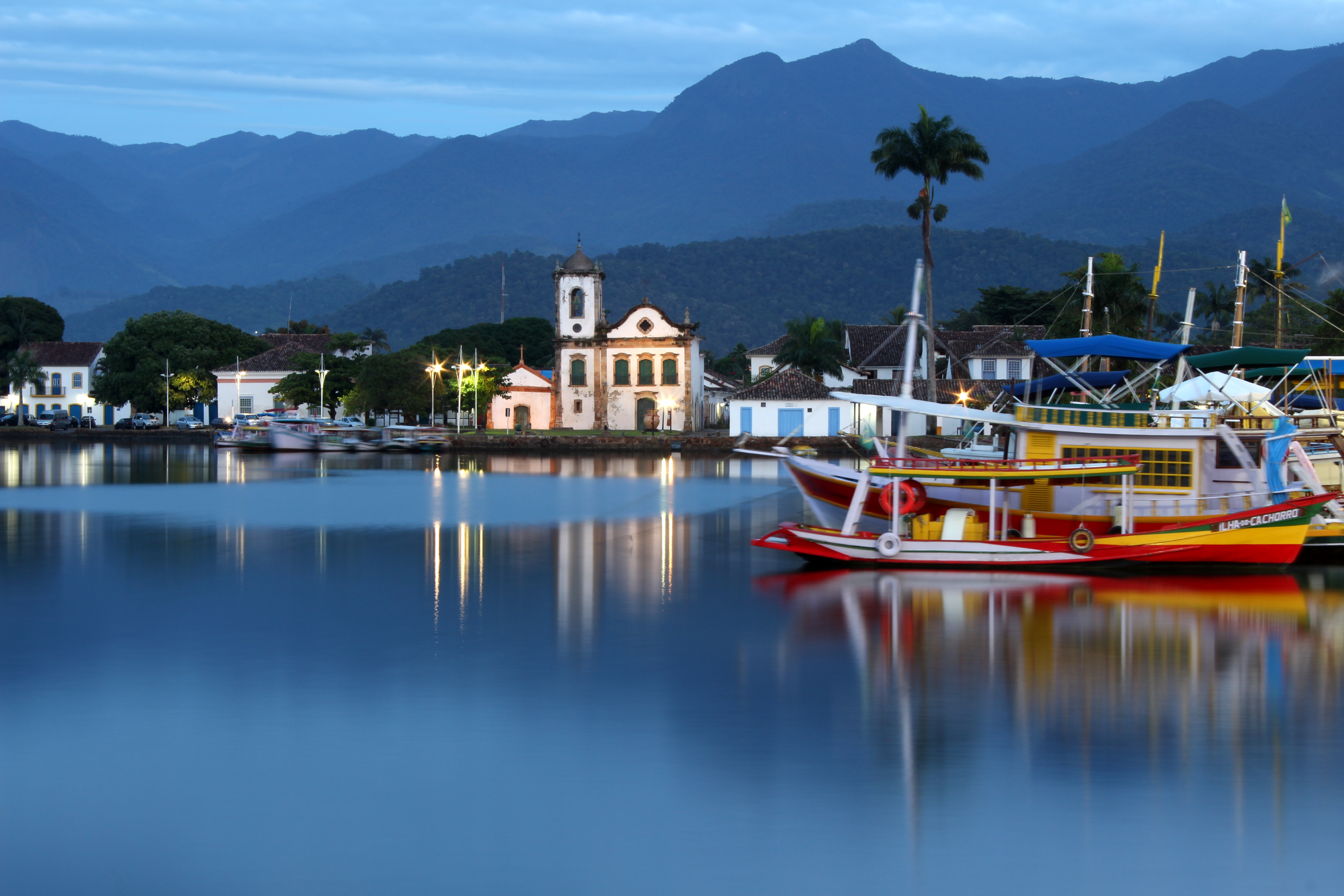
Paraty es uno de los destinos preferidos por turistas nacionales y extranjeros en el litoral del Estado de Río de Janeiro.

El turismo doméstico constituye una parte fundamental de la actividad turística brasileña. En 2005 se registraron más de 50 millones de viajes internos, una cifra casi diez veces superior a la del turismo internacional receptivo, y que generó ingresos directos 5,6 veces mayores que los provenientes del mercado internacional.
Ese año, los principales estados receptores fueron São Paulo (27,7 %), Minas Gerais (10,8 %), Río de Janeiro (8,4 %), Bahía (7,4 %) y Santa Catarina (7,2 %). Los tres principales estados emisores fueron São Paulo (35,7 %), Minas Gerais (13,6 %) y Río de Janeiro (8,2 %). En términos de ingresos, São Paulo concentró el 16,4 % y Bahía el 11,7 %. Los motivos de viaje más frecuentes fueron visitar a familiares y amigos (53,1 %), sol y playa (40,8 %) y turismo cultural (12,5 %).
En cuanto al transporte utilizado, predominó el automóvil (45,7 %), seguido por ómnibus de línea (25,5 %), avión (12,1 %), ómnibus de excursión o alquilado (7,9 %) y autostop (5,2 %). Respecto al alojamiento, un 60,2 % se hospedó en casas de familiares o amigos, un 25,1 % en hoteles, posadas o resorts, y un 6,4 % en inmuebles alquilados, opción especialmente relevante en las regiones Sudeste y Sur.
En 2005, el gasto medio por viaje de los turistas brasileños fue de 429 dólares, en contraste con los 860 dólares de media de los visitantes internacionales.

## Turismo por regiones

### Sudeste

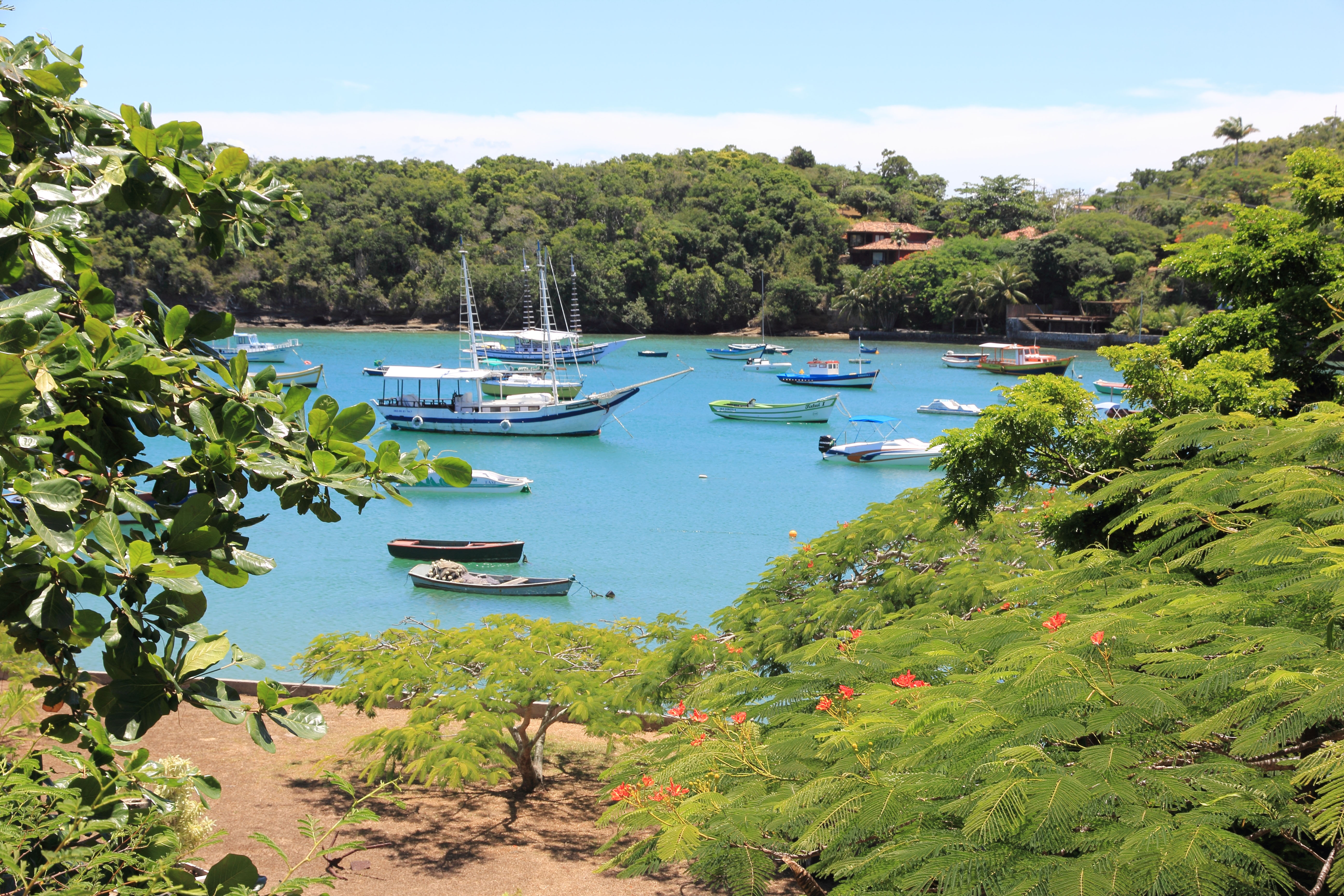
Armação dos Búzios, en Río de Janeiro.

En esta región se ubican varios de los puntos turísticos más visitados del país. La ciudad de Río de Janeiro es internacionalmente conocida por sus playas y por el carnaval carioca, además de ser un gran polo de turismo cultural. São Paulo, también conocida mundialmente, es el mayor distrito financiero en el país y a nivel latino, y cuenta con diversos centros culturales y de entretenimiento. En Minas Gerais, se ubican las ciudades históricas más importantes de Brasil, como Ouro Preto, Tiradentes y Diamantina. El estado de Espírito Santo atrae miles de turistas todos los años debido a sus playas.

#### Río de Janeiro

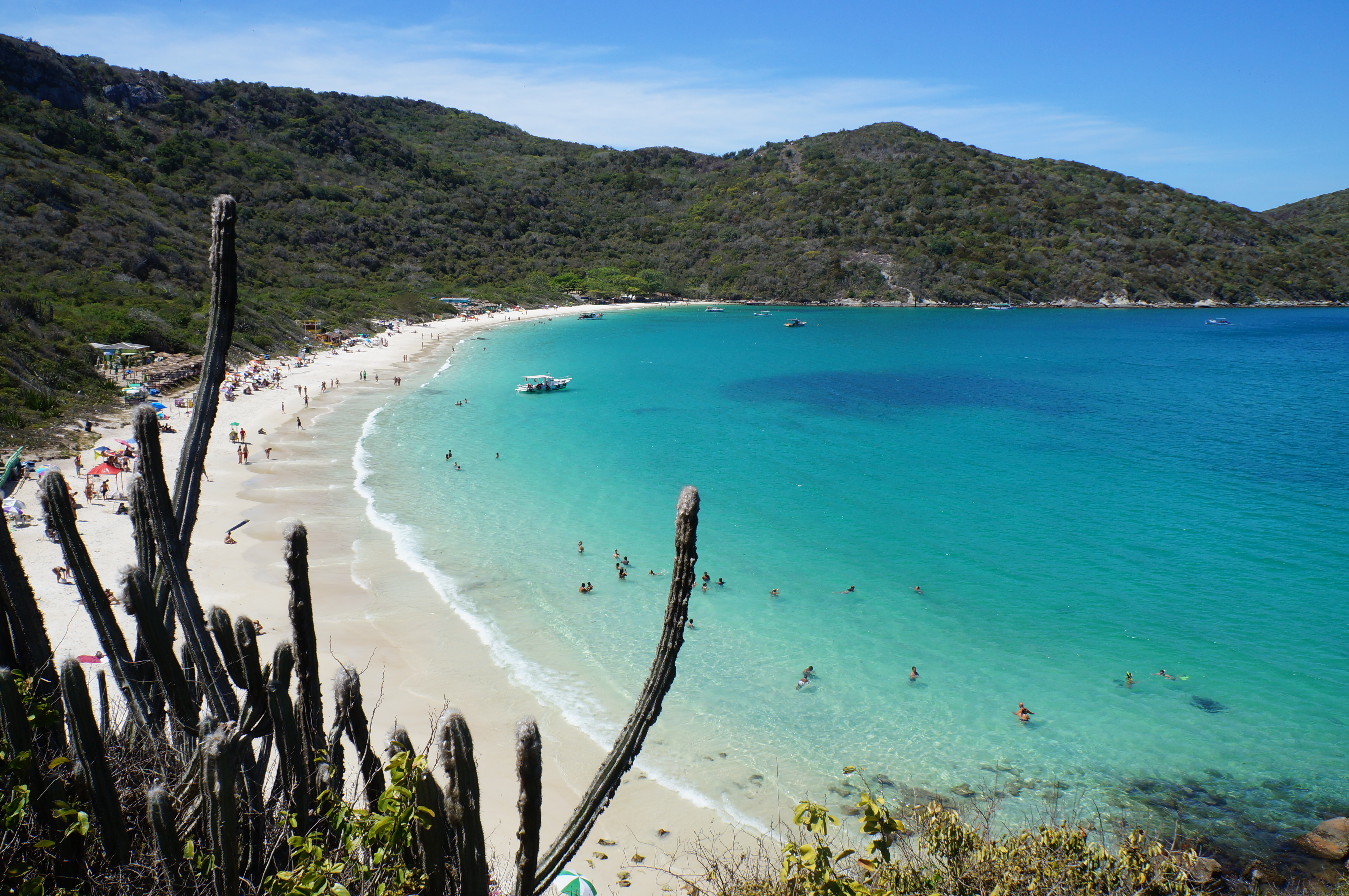
Arraial do Cabo.

El Estado de Río de Janeiro tiene 4 de las 10 ciudades más visitadas del país por turistas internacionales. Según el estudio del Ministerio de Turismo, en 2019, Río de Janeiro fue la ciudad más visitada, Búzios quedó en el 5º lugar, Angra dos Reis en el 8º y Paraty en el 10º. Río de Janeiro posee diversas atracciones. La capital fluminense es internacionalmente conocida por la belleza de sus playas y montañas, además de ser un gran polo de turismo cultural, contemplada por diversos museos, teatros y casas de espectáculos. Según EMBRATUR, es el destino más solicitado por los turistas extranjeros que visitan Brasil por ocio, y el segundo ubicado en turismo de negocios y eventos. La ciudad también alberga la mayor forestación urbana del mundo, en el Parque Estadual Pedra Branca.
El Cristo Redentor, electo una de las siete maravillas del mundo moderno, el cerro Pan de Azúcar (con su famoso teleférico), la Laguna Rodrigo de Freitas, las playas de Copacabana, Ipanema y Barra da Tijuca, la floresta de la Tijuca, la Quinta da Boa Vista, el Jardín Botánico, el Largo do Boticário, Cinelândia y el Estadio Maracanã están entre los principales puntos de visita. Entre los mayores eventos del calendario carioca, se destacan el Carnaval, el Festival Internacional de Cine, la Muestra de Filme Libre, la Bienal del Libro, la Fashion Río, el Anima Mundi y la fiesta de Año Nuevo en la playa de Copacabana. En relación con los puntos de referencia del turismo cultural, se pueden mencionar, entre tantos, el Museo Histórico Nacional, el Museo Nacional de Bellas Artes, el MAM, el Real Gabinete Portugués de Lectura, el Palácio do Catete y el Teatro Municipal de Río de Janeiro.
En el sur del estado, la ciudad de Paraty, con su arquitectura colonial, Angra dos Reis con sus islas e Ilha Grande son los destacados. Hacia el norte del estado, son muy buscadas las playas de la región de los lagos, con Búzios y Cabo Frío. La región serrana cuenta con Teresópolis, Petrópolis, Nova Friburgo, la villa de Visconde de Mauá, en el municipio de Resende, y Penedo en el municipio de Itatiaia, como refugios de invierno para aprovecharse del frío.

El Río de Janeiro es uno de los principales destinos turísticos de América Latina y en todo el Hemisferio Sur.

#### São Paulo

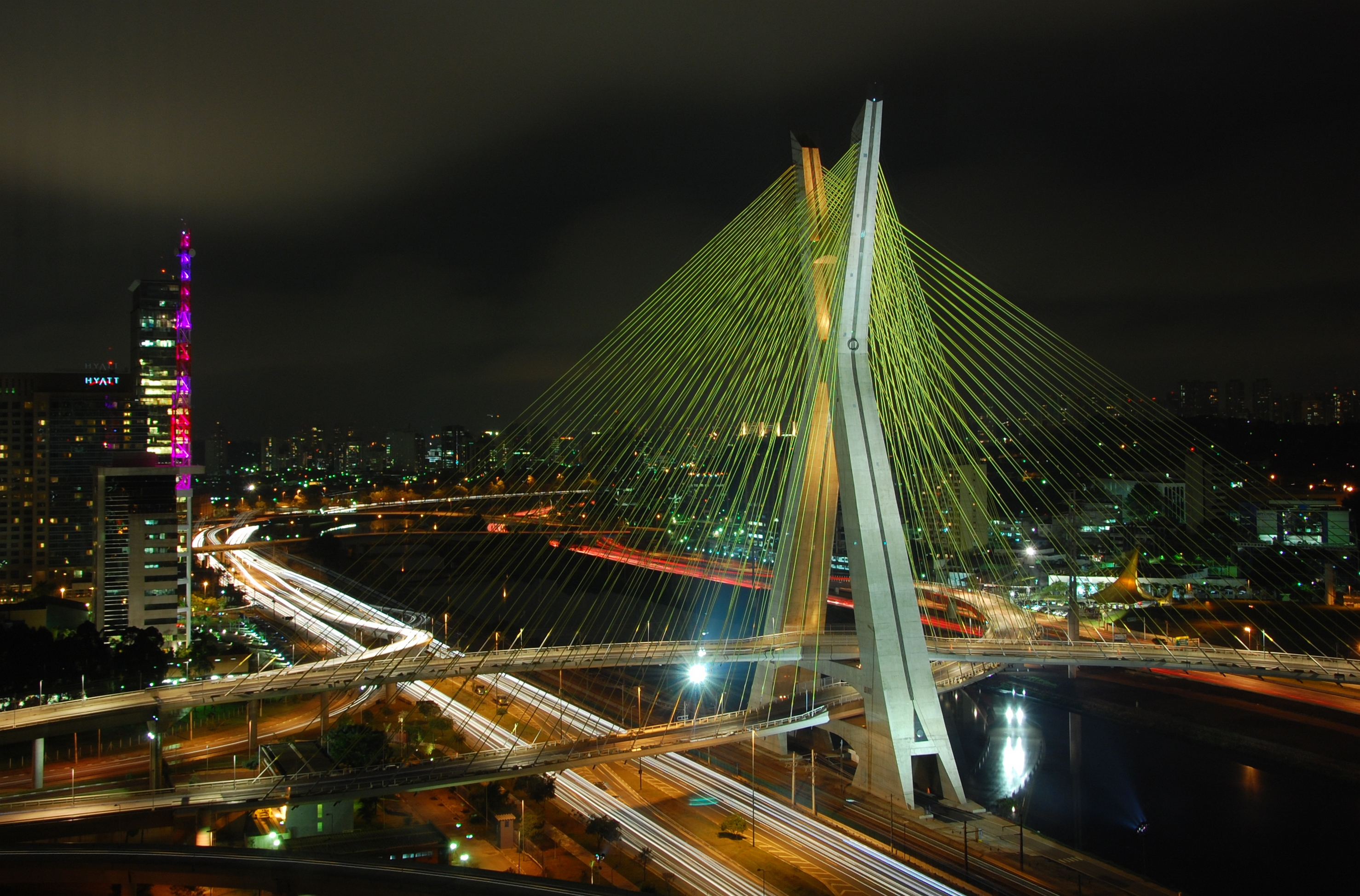
Puente Octávio Frias de Oliveira en São Paulo, la ciudad más grande de Brasil. Es la ciudad más visitada en el país por extranjeros que viajan por negocios y eventos.

La ciudad de São Paulo tiene como característica principal el turismo de negocios, por ser considerada el principal distrito financiero de América Latina. Según el EMBRATUR, São Paulo es el destino más solicitado por los turistas extranjeros que visitan el Brasil por negocios, eventos y convenciones, y el tercero ubicado en los viajes de ocio. Se estima que en la ciudad ocurre un evento cada seis minutos. La mayor ciudad del país también posee la mayor red hotelera brasileña. Por especulación inmobiliaria a mediados de los años 1990, hoy existe exceso de oferta en número de vacantes.
Luego de recibir el título de capital mundial de la gastronomía, la ciudad cuenta con gran demanda del turismo gastronómico. Muchos de los mejores restaurantes de Brasil se encuentran en la capital paulista, además de una enorme variedad de culinarias para todos los bolsillos. El turismo cultural también se destaca, dada la cantidad de museos, teatros y eventos como la Bienal de Arte de São Paulo, la Bienal del Libro de São Paulo, la São Paulo Fashion Week, el Carnaval de São Paulo, el Anima Mundi, la Muestra Internacional de Cine de São Paulo, el Salón del Automóvil, el Gran Premio de Brasil, y el Año Nuevo de la Avenida Paulista.

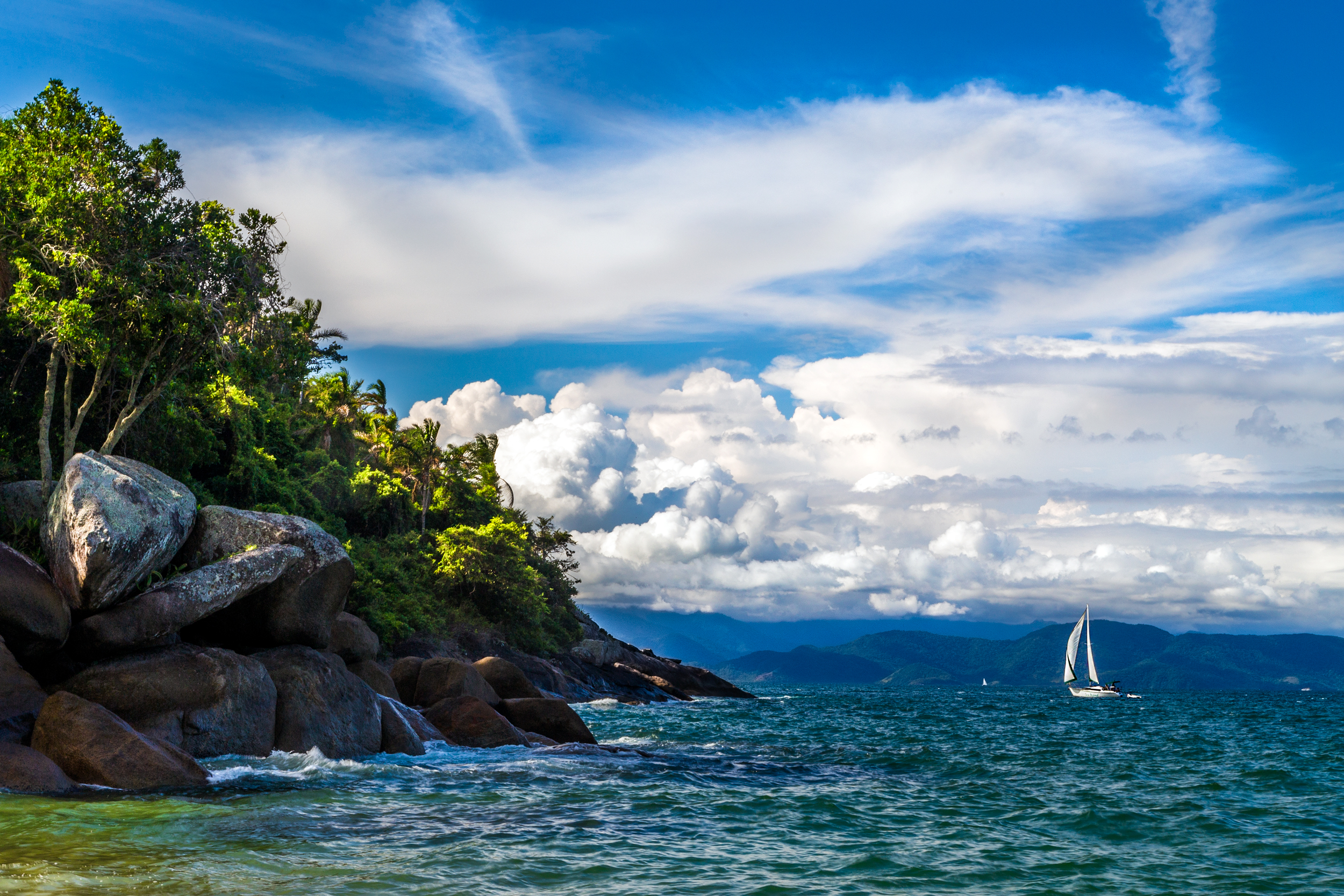
Ilhabela, uno de los destinos más buscados del litoral paulista.

La ciudad posee una agitada vida nocturna, principalmente en el distrito Itaim Bibi, en la zona sur de la ciudad, con sus discotecas y restaurantes, que se tornan otro atractivo de la ciudad.
Sus principales marcos y tarjetas postales son: la Avenida Paulista, el MASP, el Museo Ipiranga, el Memorial de América Latina, la Estación Luz /Museo de la Lengua Portuguesa, el Teatro Municipal de São Paulo, los edificios Altino Arantes, Italia y Copan, el Puente Octávio Frias de Oliveira, el Parque Ibirapuera y la Plaza Sé.
Ciudades del interior del Estado de São Paulo como Campinas, Campos do Jordão, Atibaia, Bragança Paulista, Sorocaba, São José dos Campos, São Carlos, São José do Rio Preto y otras en las proximidades de la Región Metropolitana de São Paulo, como Juquitiba y Embu das Artes y de la Región Metropolitana de Campinas también acostumbran recibir un considerable número de turistas.
Pequeñas ciudades del interior también presentan un flujo considerable de turistas, sobre todo las estancias turísticas, climáticas e hidrominerales como Águas de Lindoia, Águas de São Pedro, Aparecida, Atibaia, Campos do Jordão, São Pedro, Serra Negra y Socorro, que cuentan con una gran infraestructura hotelera.
Otro gran atractivo de este estado es el litoral. Las ciudades más visitadas son: Santos, Bertioga, Ilhabela, Guarujá, Caraguatatuba y Ubatuba.

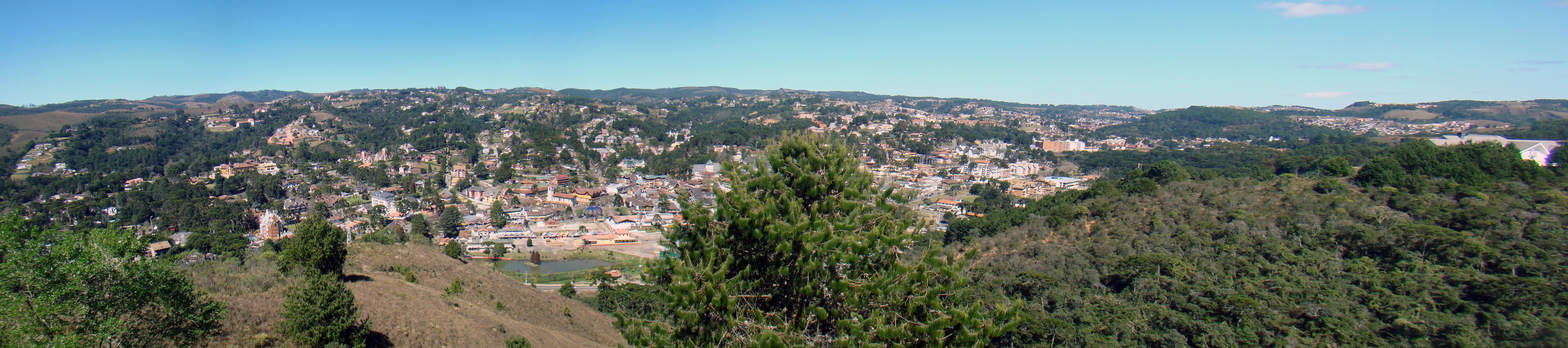
Campos do Jordão, una de las ciudades más visitadas del interior paulista.

#### Minas Gerais

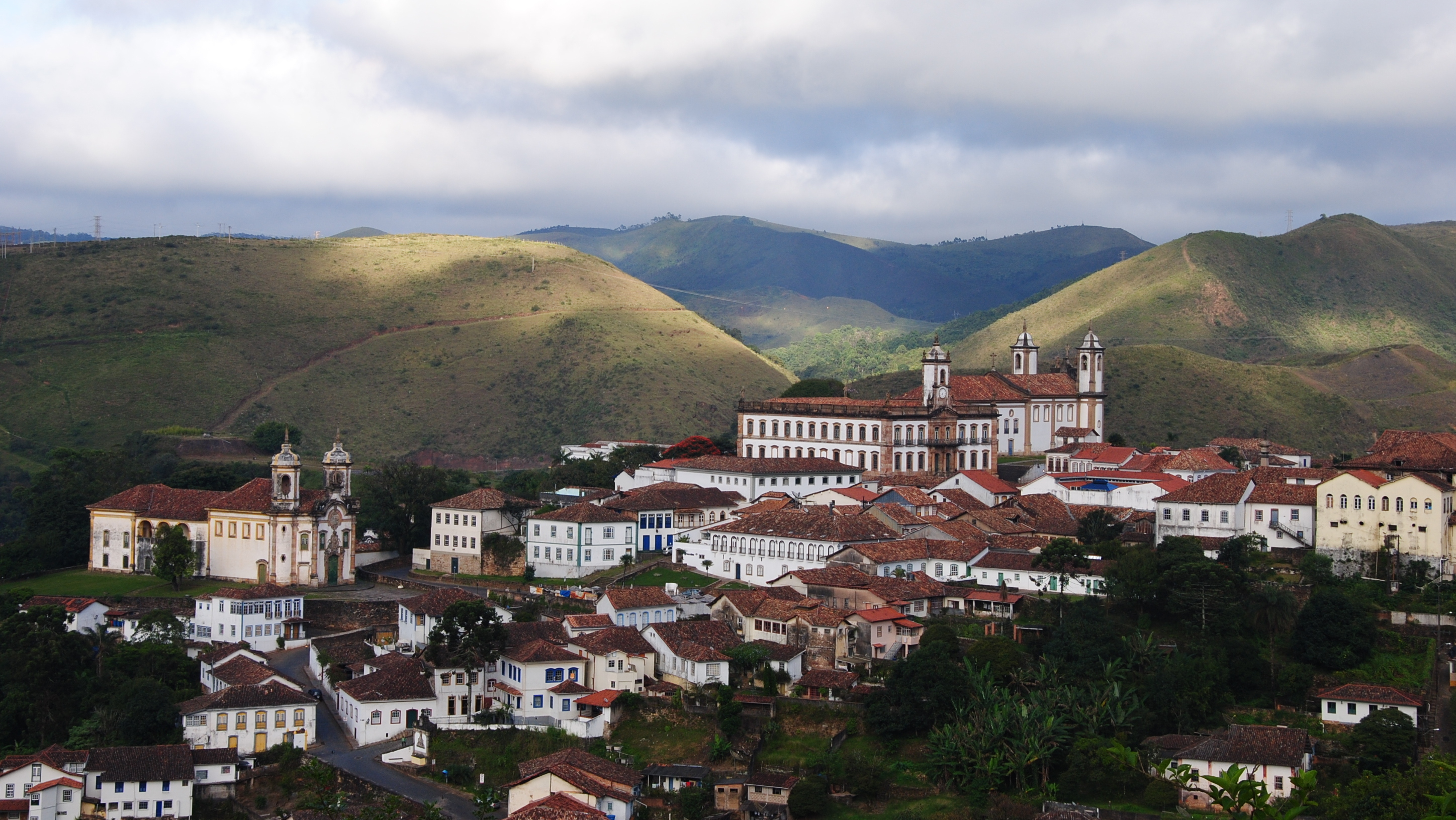
Ouro Preto, fue la primera ciudad brasileña en ser declarada por la UNESCO como Patrimonio Histórico y Cultural de la Humanidad.

Ya en Minas Gerais, el enfoque es el turismo histórico, destacándose las ciudades de Tiradentes, São João del-Rei, Diamantina y Ouro Preto.
La capital y mayor ciudad del estado, Belo Horizonte, uno de los mayores distritos financieros de Brasil, con el complejo de Pampulha, el turismo de negocios y un rico acervo cultural. Su región metropolitana, posee la segunda mayor ciudad del estado, Contagem.
El Triángulo Mineiro, con sus dos ciudades más grandes, Uberlândia y Uberaba, la primera cuenta principalmente con turismo de negocios, siendo uno de los principales centros económicos del estado de Minas Gerais.
En la región de la Zona de Selva, Juiz de Fora, su mayor ciudad, cuenta con 43 museos y diversos puntos turísticos.

#### Espírito Santo

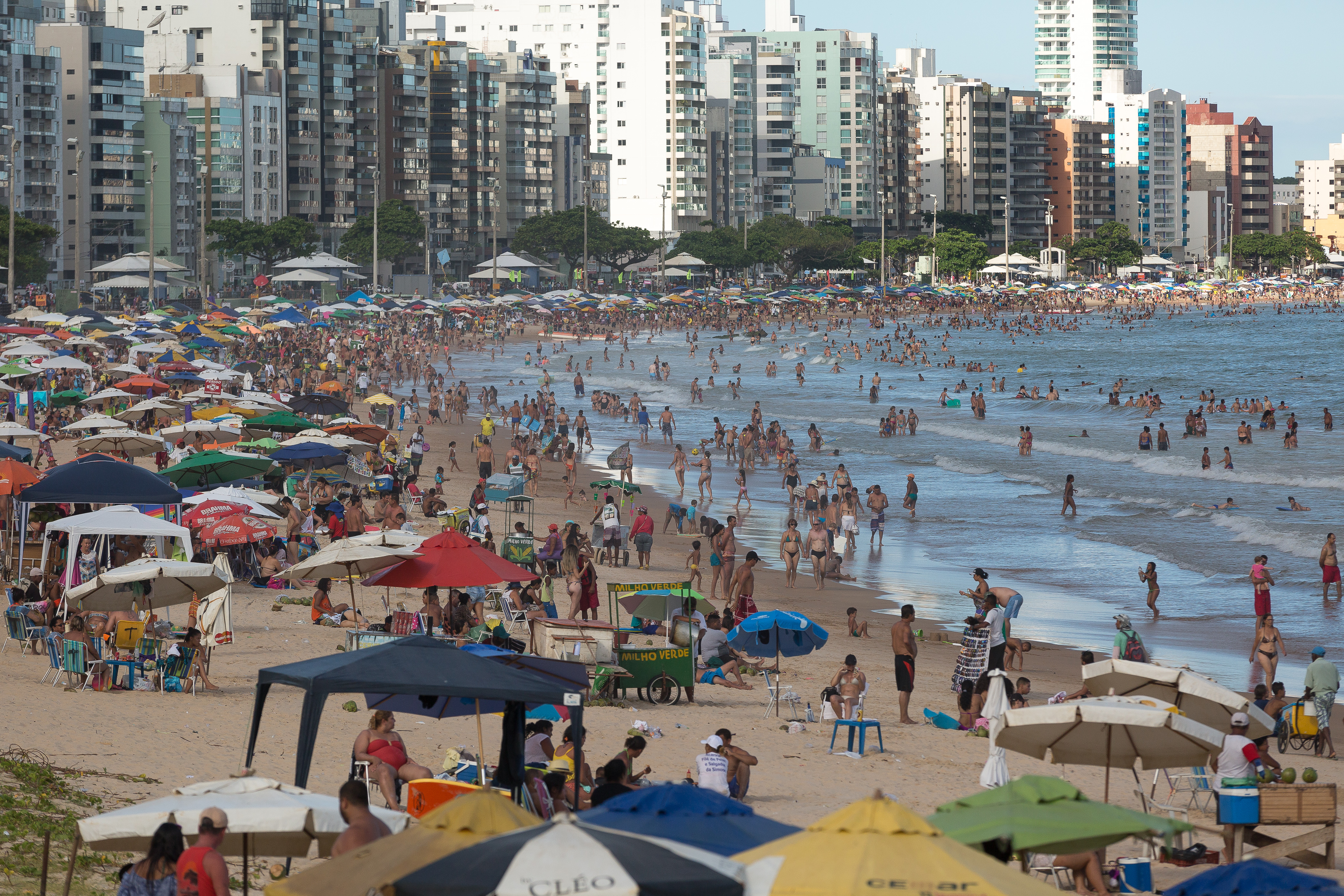
Guarapari, la principal ciudad turística de Espírito Santo.

Su capital es Vitória, pero la ciudad más poblada es Vila Velha.
El estado demuestra un gran potencial turístico, aunque poco explorado. Cuenta con la versatilidad de tener el clima de montaña a menos de dos horas de la playa, construcciones históricas, bellezas naturales y hasta ciudades enteras fundadas por inmigrantes italianos y alemanes enteramente preservadas, dentro de otras atracciones.
En septiembre del 2006, surgió el "Proyecto Visitar", que tiene como fin la revitalización del centro de Vitória. El proyecto se encuentra en la etapa inicial y, con la apertura de los seculares patrimonios para realizar visitas en la capital del estado, contabilizó más de 10 mil visitantes en los primeros seis meses.
Las principales ciudades visitadas por turistas son: Vitória, Vila Velha, Serra, Guarapari, Linhares, Iriri, São Mateus, Marataízes, Conceição da Barra, incluyendo las dunas y la villa de Itaúnas.

### Sur
La Región Sur de Brasil, compuesta por los estados de Paraná, Santa Catarina y Río Grande do Sul, tiene como principales atracciones turísticas sus bellezas naturales, playas, ciudades históricas y sus colonias europeas, además de su clima bien definido, marcado principalmente por un invierno riguroso.

#### Santa Catarina

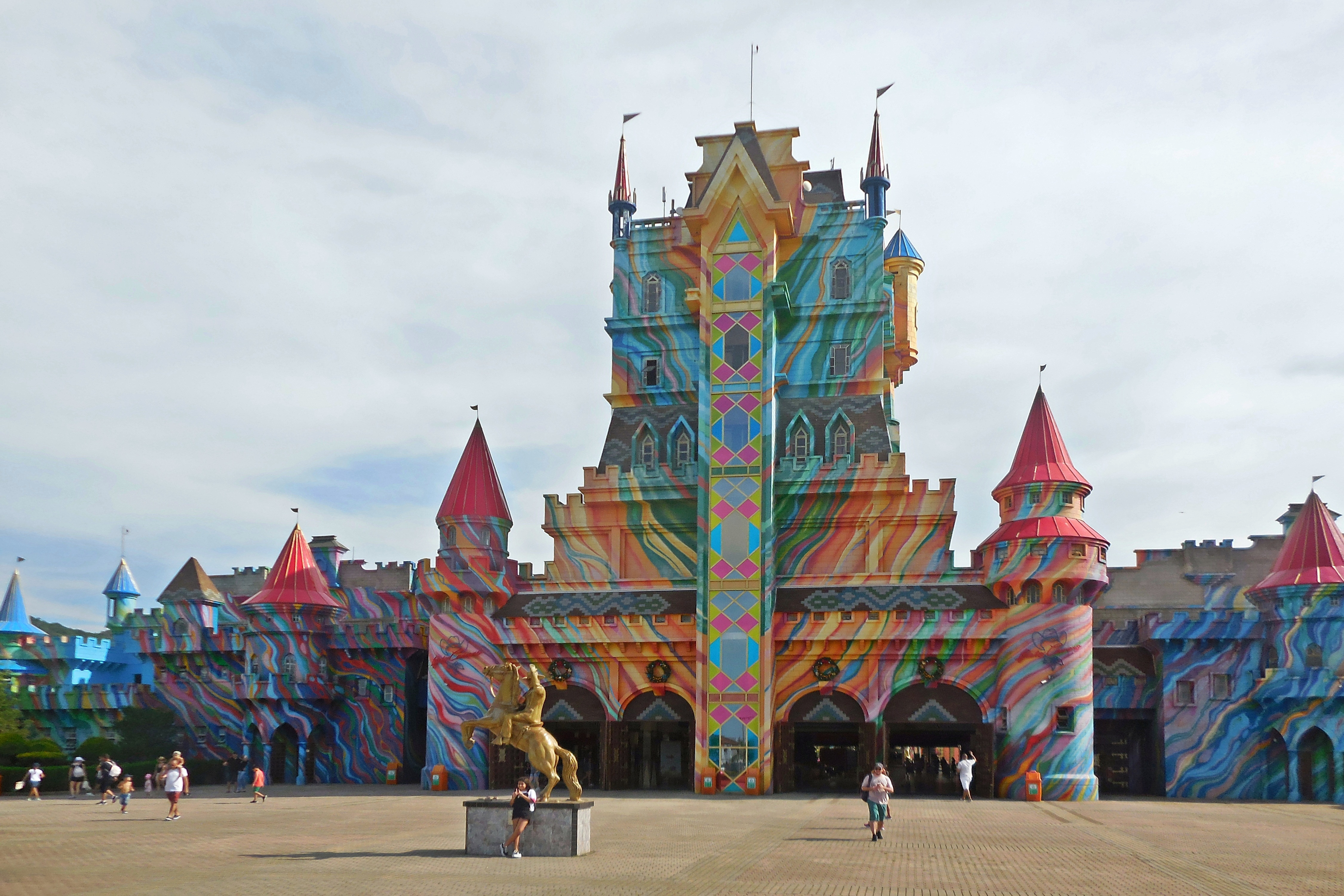
Beto Carrero World.

El estado de Santa Catarina tiene 4 de las 15 ciudades más visitadas del país por turistas internacionales. Según el estudio del Ministerio de Turismo, en 2019, Florianópolis fue la 2.ª ciudad más visitada, Bombinhas en el 7.º lugar, Balneário Camboriú en el 9.º e Itapema en el 15.º lugar. Posee un territorio lleno de contrastes: las sierras se contraponen con el litoral de bellas playas, bahías, ensenadas y decenas de islas; en la arquitectura, varios municipios mantienen las construcciones típicas de la época de colonización; mientras la capital, Florianópolis, es una ciudad de edificaciones modernas, marcada por la fuerte presencia de los jóvenes, de los deportes náuticos y de los campeonatos de surf.
Santa Catarina también está marcada por la intensa colonización europea, que se perpetuó, plantando sus raíces en el estado, notadas por la arquitectura y costumbres. Las tradicionales "fiestas de Octubre" son uno de los puntos más altos en materia de turismo, con la versión brasileña de la Oktoberfest, que sucede anualmente en Blumenau (evento semejante al que sucede en Múnich, Alemania).
Su proximidad con Argentina también refuerza el número de turistas extranjeros en busca del litoral catarinense. Florianópolis, la capital del estado, es la cuarta ciudad más visitada por turistas extranjeros en el Brasil por entretenimiento.
En Santa Catarina, se encuentra la ciudad más fría de Brasil, São Joaquim, que en los últimos años ha registrado una expansión de su potencial turístico debido a la presencia de nieve durante el invierno, acontecimiento raro en países como Brasil.

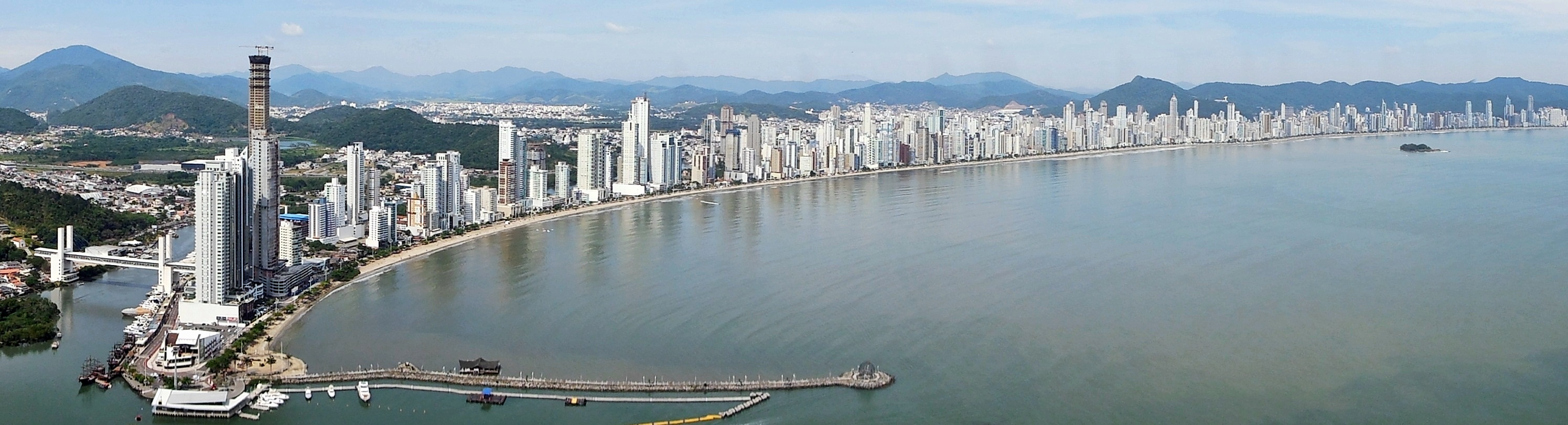
Balneário Camboriú, el "Dubai brasileño".

#### Rio Grande do Sul

Cascada del Caracol en Canela.

Río Grande do Sul es un estado con vastas opciones de turismo. Recibe anualmente un gran número de turistas. Las playas del litoral norte de las ciudades de Capão da Canoa, Tramandaí y Torres son las más conocidas del estado, esta última presentando acantilados. Son tres piedras al lado del mar, siendo que una de ellas avanza mar adentro, emergiendo a una altura de 30 metros.

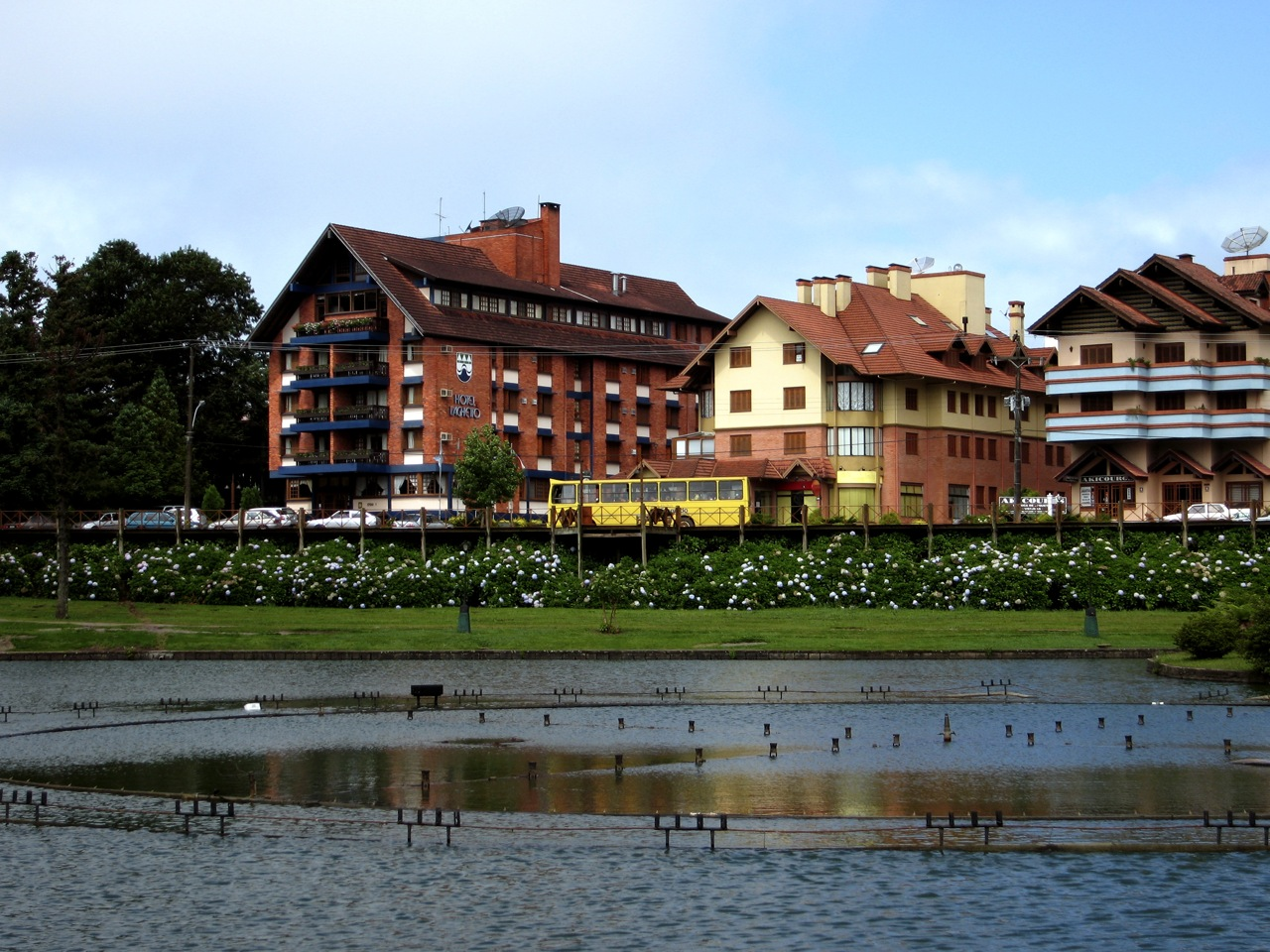
La apariencia europea de las cidades gaúchas, como Gramado, atrae miles de turistas.

La Sierra Gaúcha, colonizada por inmigrantes italianos y alemanes, atrae miles de turistas todos los años, tanto en invierno como en verano. Las ciudades de Gramado y Canela  forman parte de los destinos más sorprendentes de Brasil y son conocidas en la época de Navidad por la decoración de las calles, junto con los parques navideños. En invierno, los turistas visitan estas ciudades en conjunto con São José dos Ausentes, São Francisco de Paula y Cambará do Sul, debido a las temperaturas bajas, frecuentemente negativas y con la posibilidad de caída de nieve. En las mismas, se encuentran los cañones de Itaimbezinho y de la Fortaleza, entre los más grandes de Brasil.
En Gramado sucede anualmente el Festival de Cine. En la región conocida como "Pequeña Italia", en la que se ubican las ciudades de Caxias do Sul, Bento Gonçalves y Garibaldi, se pueden encontrar las mejores vitivinícolas de Brasil. En esta región el enoturismo se practica ampliamente. Además, más al oeste, se encuentran las Misiones Jesuíticas, en la ciudad de São Miguel das Missões y alrededores.

##### Turismo paleontológico
El Geoparque Paleorrota es el área principal de geoturismo de Rio Grande do Sul y uno de los más importantes de Brasil. Con 83.000 km², de los 281.000 km² del estado, donde muchos fósiles del período Pérmico y Triásico, con edades comprendidas entre hace 210 y 290 millones de años, cuando se descubrió el continente Pangea.

#### Paraná

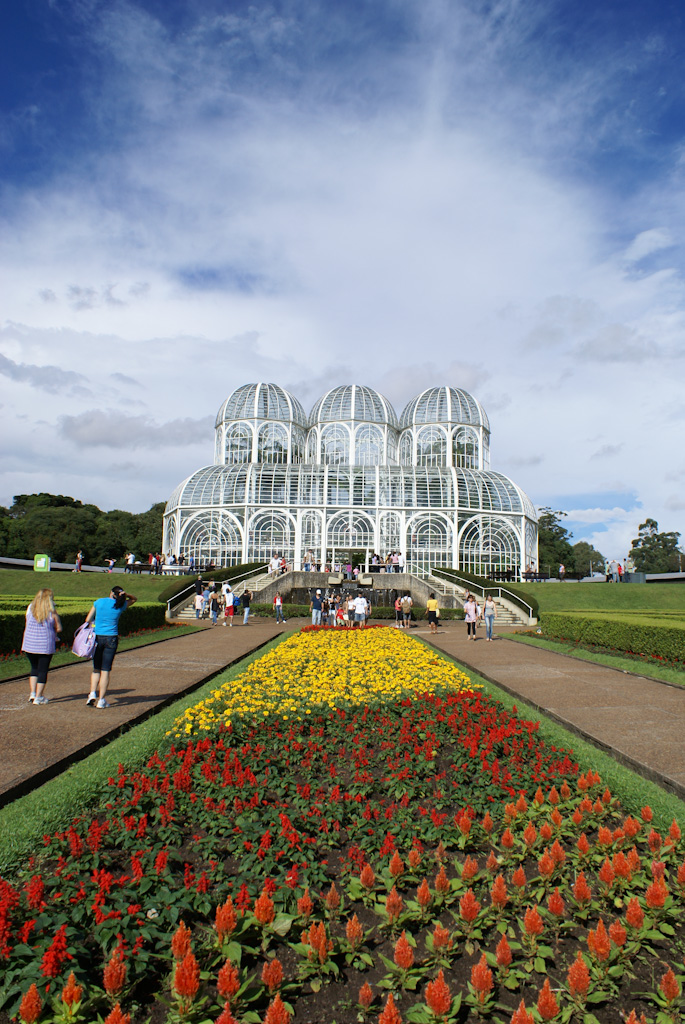
Jardín Botánico de Curitiba, en la capital de Paraná, la ciudad es el cuarto mayor destino de viajes de negocios en Brasil.

Paraná es uno de los estados que tiene un gran número de parques nacionales, destacándose el Parque nacional de Iguazú y el Parque nacional de Superagüi. Foz do Iguaçu, con cerca de 250 caídas de agua y 75 metros de altura, es conocida internacionalmente, siendo la 3ª ciudad más visitada del país por turistas internacionales, según un estudio del Ministerio de Turismo en 2019, principalmente por las Cataratas del Iguazú, la Represa de Itaipú y por estar en la frontera con Paraguay y Argentina, donde los brasileños visitan las ciudades vecinas, Ciudad del Este y Puerto Iguazú. La Garganta del Diablo es una de las atracciones del mayor conjunto de cataratas en el mundo. 
En Maringá se encuentra la Catedral de Maringá (Basílica Menor de Nossa Senhora da Glória), el segundo monumento más alto de Sudamérica y décimo del mundo.
La Serra do Mar, porción de Mata Atlántica en el estado, es también uno de los grandes fuertes del turismo en Paraná. Es posible bajar a la sierra, por tren, de Curitiba a las pequeñas ciudades históricas de Morretes y Antonina, y probar el Barreado, plato típico de la región.
En el límite de la primera meseta con la segunda se encuentra el sexto cañón más grande del mundo, con una abertura entre 100 y 130 metros y aproximadamente 40km de extensión, el Cañón Guartelá es un importante campo de investigaciones geológicas y geomorfológicas de Brasil.

Pasarelas de las Cataratas del Iguazú vistas desde el lado brasileño.

### Nordeste
El gran número de ciudades en la costa con hermosas playas contribuye al desarrollo del turismo. Muchos estados invierten en la construcción de parques acuáticos, complejos hoteleros y polos de ecoturismo. Este crecimiento, sin embargo, favorece a la especulación inmobiliaria que, en muchos casos, pone en peligro la preservación de importantes ecosistemas.

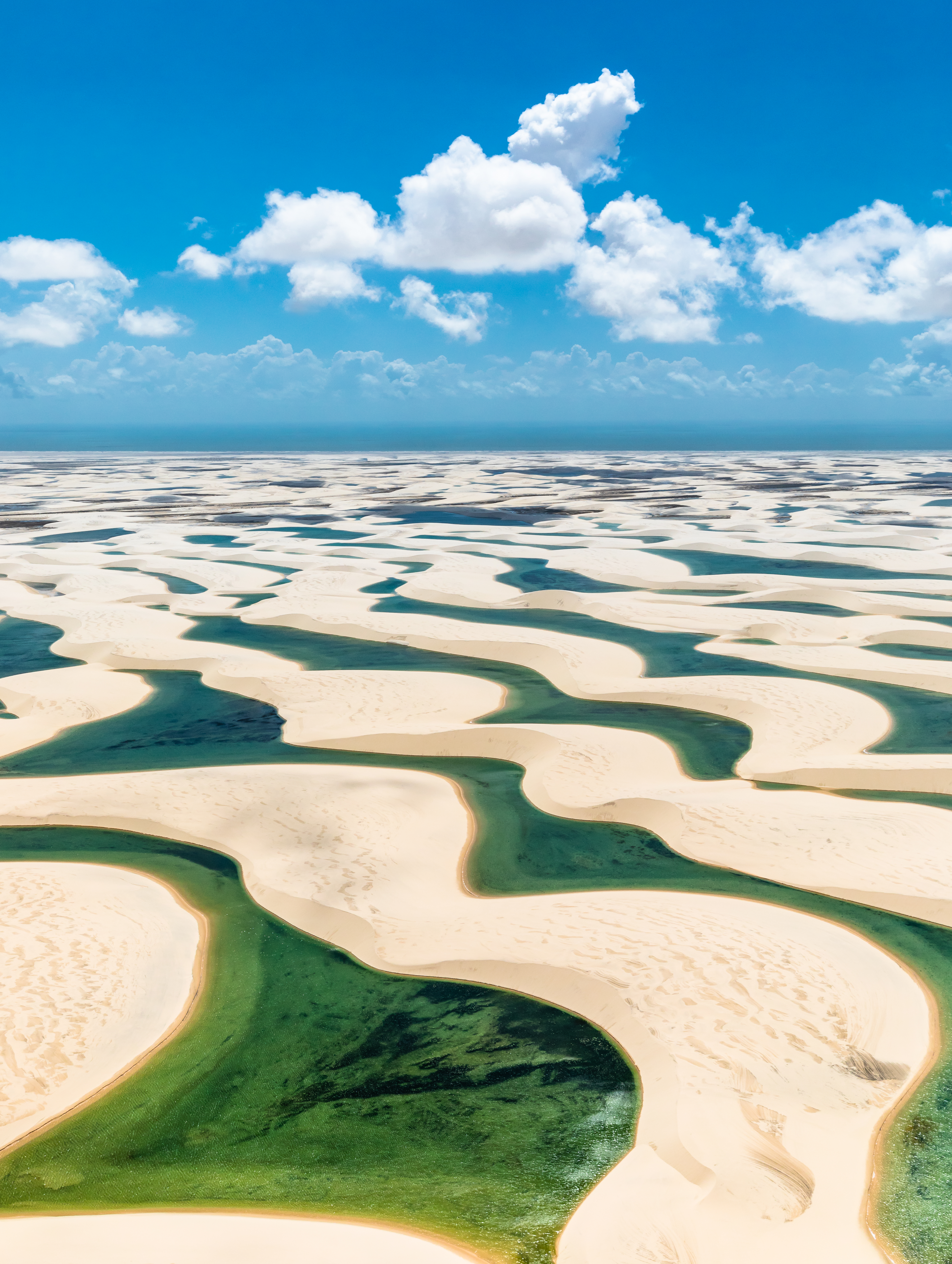
Lençóis Maranhenses

La cultura nordestina es un atractivo singular para el turista. En cada estado, existen danzas y hábitos seculares preservados. Las rentas de encajes y la cerámica son las formas más tradicionales de artesanías de la región. Según el Libro Guinness de los récords, el Carnaval de Salvador es la mayor fiesta popular del mundo. La Fiesta de San Juan en Caruaru (PE) y Campina Grande (PB), son las más populares del país durante la época. El nordeste es la región brasileña que posee el mayor número de Patrimonios Culturales de la Humanidad, título otorgado por la UNESCO. Algunos ejemplos son la ciudad de Olinda (PE), São Luís (MA) y el centro histórico de Pelourinho, en Salvador (BA).
Está además, el Parque nacional de la Sierra de Capivara, en Piauí, uno de los más importantes sitios arqueológicos del país. El carnaval continúa siendo el evento que más turistas atrae, especialmente para Salvador, Olinda y Recife. La capital baiana llega a recibir casi dos millones de turistas en esa época.
Según la investigación "Hábitos de Consumo del Turismo Brasileño 2009", realizada por Vox Populi en noviembre del 2009, Bahía es el destino turístico preferido por los brasileños, ya que 21,4% de los turistas que pretenden viajar en los próximos dos años optarán por dicho estado. Este estado posee una gran ventaja con respecto al segundo, Pernambuco, con 11,9%. Los dos primeros ubicados en la investigación se encuentran en esta región.
Otros grandes destacados a nivel nacional y mundial son Fernando de Noronha, con sus maravillosos paisajes naturales y mar cristalino, lugar que es hogar de los delfines saltadores, conocidos en todo el mundo, y el Parque nacional de los Lençóis Maranhenses, un paraíso ecológico con 155 mil hectáreas de dunas, ríos, lagos y manglares, ubicado en el nordeste del estado de Maranhão, ocupando un área de 270 km de dunas que se forman de acuerdo a la combinación de los vientos.
Actualmente, tres estados del Nordeste (Maranhão, Ceará e Piauí) se unieron en un proyecto para formar un 'Paquete' de puntos turísticos en los litorales de los tres estados. Los principales lugares son: Barreirinhas - MA, Delta del Parnaíba y Luís Correia - PI y Jericoacoara - CE.

### Norte

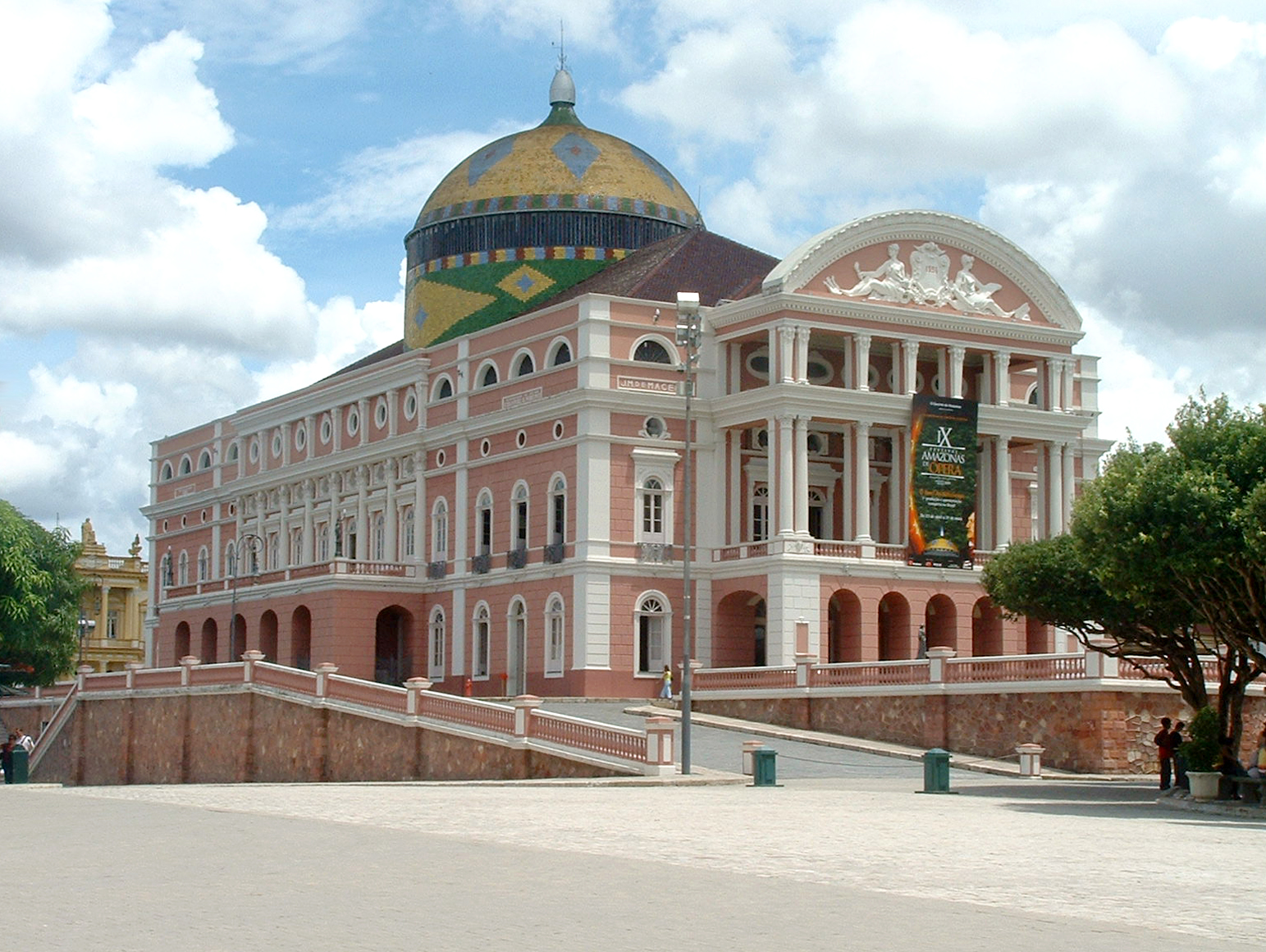
Teatro Amazonas en Manaos, uno de los teatros más lindos del país.

Por ser una región poco habitada y de ocupación más tardía, el ecosistema de la Región Norte de Brasil se encuentra preservada, lo que es propicio para las actividades de ecoturismo. Como parte de la reciente planificación de desarrollo sustentable, la exploración del turismo crece cada día con más infraestructura para los turistas.
Otro atractivo de la región es el centro histórico, encontrado en las ciudades de: Belém, Boa Vista, Manaos, Río Branco, Santarém y Bragança.
Las ciudades que son más visitadas por los turistas en la Amazonia son: Manaos, Belém, Salinópolis, Porto Velho, Santarém, Boa Vista, Macapá, Río Branco, Palmas, Bragança y Parintins.

#### Amazonas

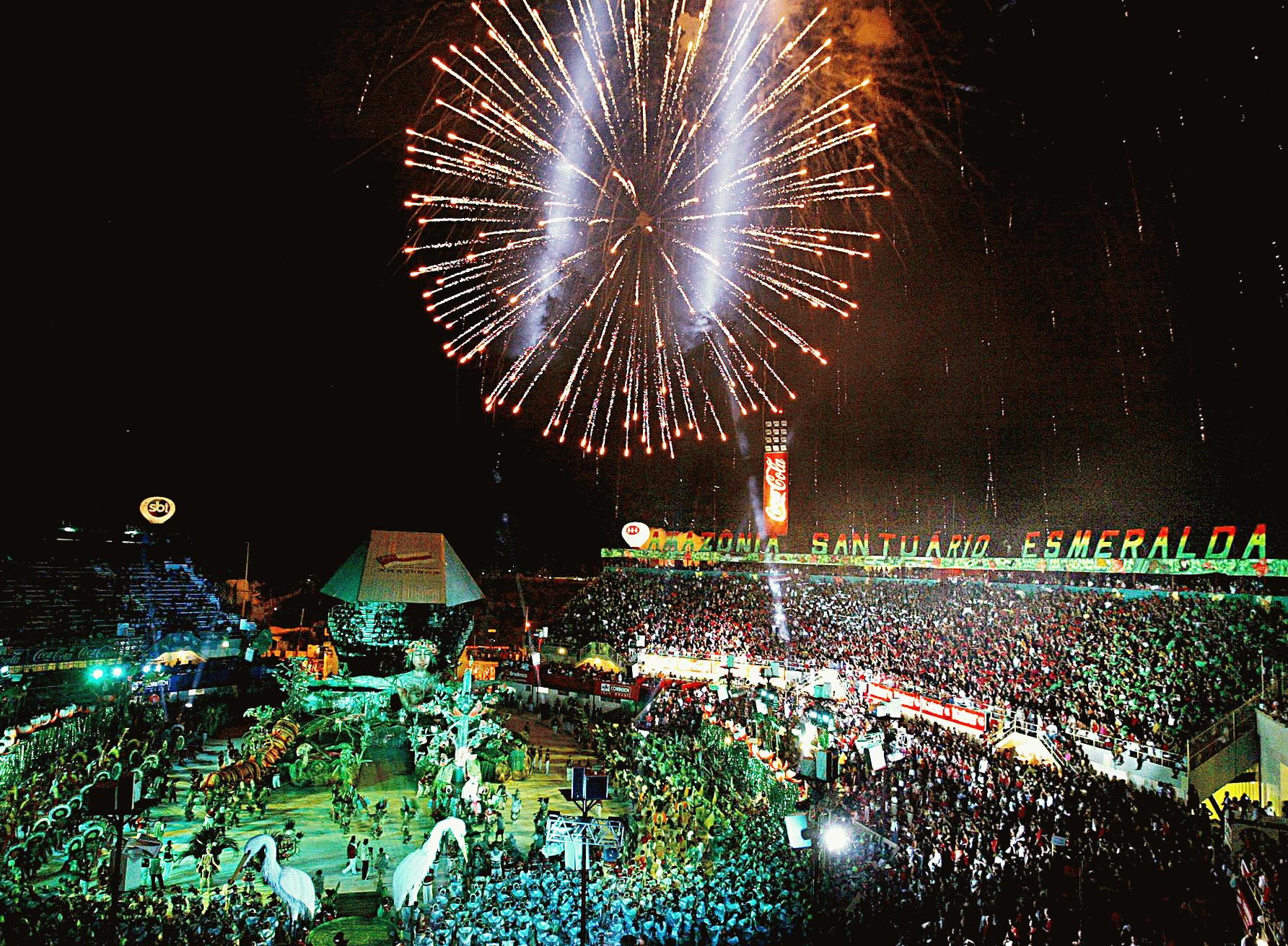
El Festival Folclórico de Parintins es un ejemplo de turismo cultural. Es uno de los principales atractivos turísticos de la región norte brasileña.

El Amazonas ha recibido el premio al mejor destino verde en América Latina, concedido en votación realizada por el mercado mundial de turismo, durante la World Travel Market, que ocurrió en Londres en el 2009. En 2010, en una investigación realizada entre los turistas, el turismo fue evaluado como satisfactorio, con 92,4% entre los turistas nacionales y 94% entre los turistas extranjeros.
La capital del estado, Manaos es el mayor destino de turistas de la Amazonia, ofreciendo una amplia red hotelera, así como restaurantes variados. Cuenta también con diversos hoteles de selva en su región metropolitana. Uno de los principales puntos turísticos de la ciudad es el Teatro Amazonas, inaugurado el 31 de diciembre de 1896, siendo el principal Patrimonio Artístico Cultural del estado de Amazonas y la obra más significativa de la época dorada del caucho.
El ecoturismo, también llamado turismo de naturaleza, atrae miles de turistas a Manaos. Entre las atracciones naturales de la ciudad, se destacan: El Encuentro de las Aguas, un fenómeno natural causado por el encuentro de las aguas fangosas del Río Solimões con las aguas oscuras del Río Negro, las cuales recorren cerca de seis kilómetros sin mezclarse. Este fenómeno ocurre debido a la temperatura y la densidad de las aguas, y, además de la velocidad de sus corrientes. Playa de Ponta Negra, una playa fluvial en las márgenes del río Negro, ubicada a 13 km del Centro. Se presenta en mejores condiciones durante el menguante del río hacia el mes de septiembre. Playa de la Luna,  perteneciente al municipio de Iranduba (Región Metropolitana de Manaus), ubicada sobre el margen izquierdo del Río Negro, a 23 kilómetros de Manaos, por vía fluvial. Tiene el formato de una luna en cuarto creciente y una vegetación de rara belleza natural con una extensión de arena blanca y bañada por las aguas negras del Río Negro. El acceso al sitio se realiza en barcos regionales que salen de algunos puertos de la ciudad, lanchas alquiladas situadas en muelle al lado del Hotel Tropical, en Ponta Negra. Playa de Tupé. Playa Dourada, una playa de la zona rural de Manaos, a 20 kilómetros del centro de la ciudad, siendo bañada por el Igarapé de Tarumã y el Río Negro. Catarata de Paricatuba, situada en el margen derecho del Río Negro, en un pequeño afluente. La catarata está formada por rocas sedimentarias y cercada por vegetación abundante y su acceso es realizado por vía fluvial.

#### Pará
Es uno de los estados más visitados de la región, posee diversos atractivos turísticos. Uno de los atractivos naturales que se destaca en Pará es la playa de Alter-do-Chão, en el municipio de Santarém, dicha playa es considerada el «Caribe brasileño». Belém, capital del estado, es sede del Cirio de Nazaré, considerada la mayor manifestación religiosa de Brasil. Otras ciudades y destinos turísticos paraenses son Salinópolis, Bragança, Vigía, Marudá y ciudades y localidades de la Isla de Marajó.

### Centro-Oeste

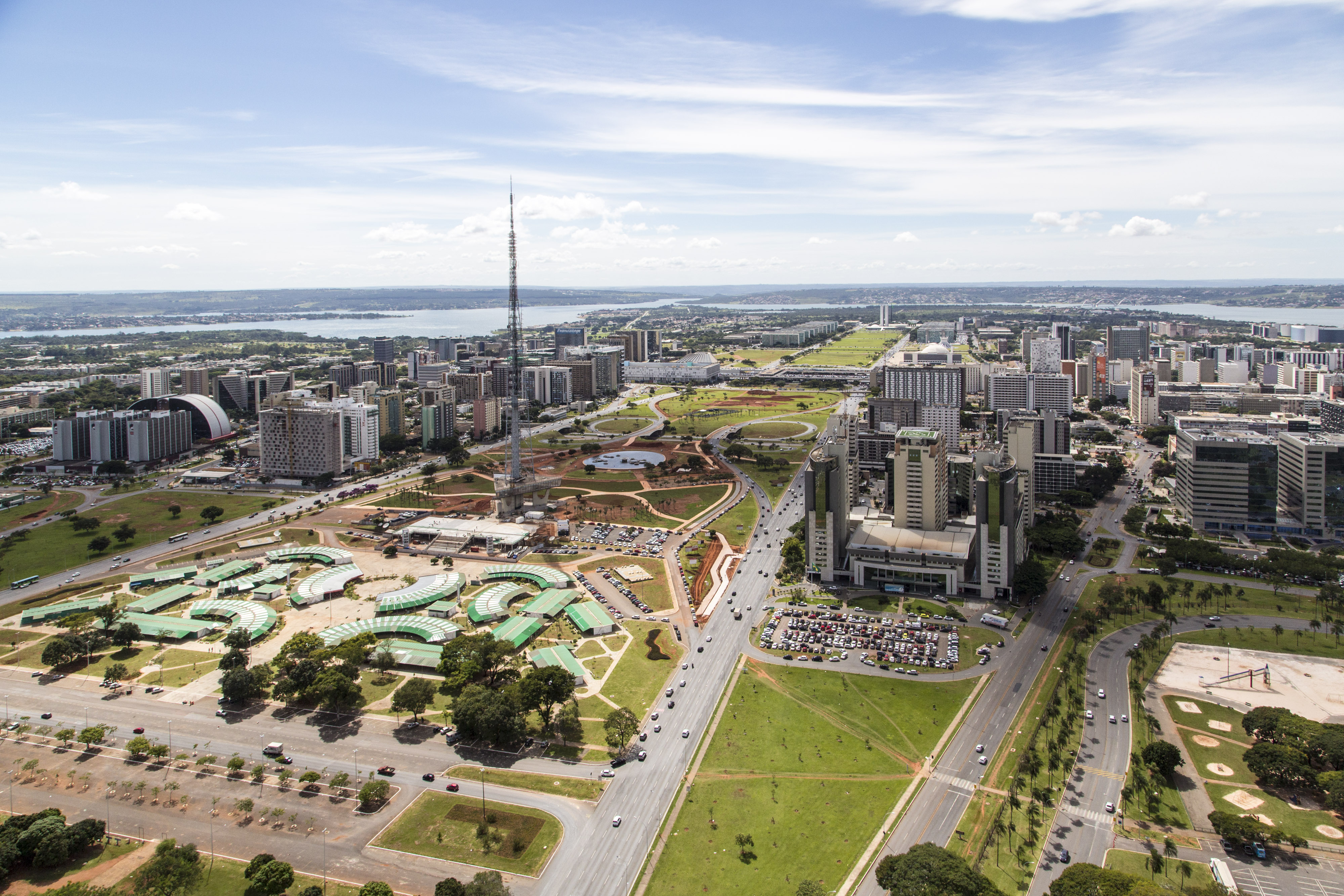
Brasília, capital de Brasil, elegida Patrimonio Mundial por la UNESCO.

#### Distrito Federal
El Distrito Federal comprende la ciudad de Brasilia, además de sus ciudades satélites, que están ubicadas fuera del plan piloto. Brasilia, capital de Brasil, es una ciudad moderna que además de centro político, es uno de los principales centros financieros del país. La ciudad recibe grandes eventos, y posee una buena red hotelera. Es una ciudad planificada, y algunos de sus principales puntos turísticos son obras de Oscar Niemeyer.

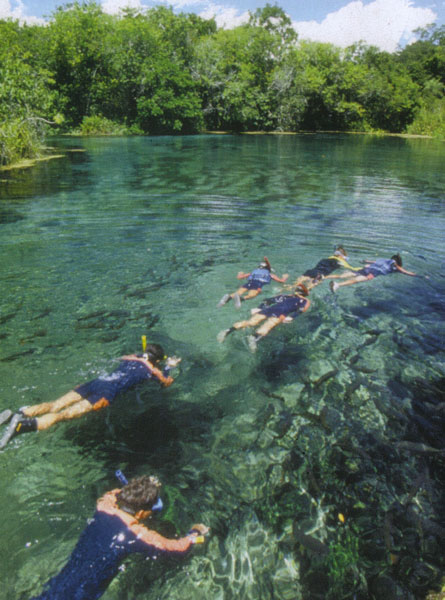
Bonito, uno de los principales polos de ecoturismo del país.

#### Goiás

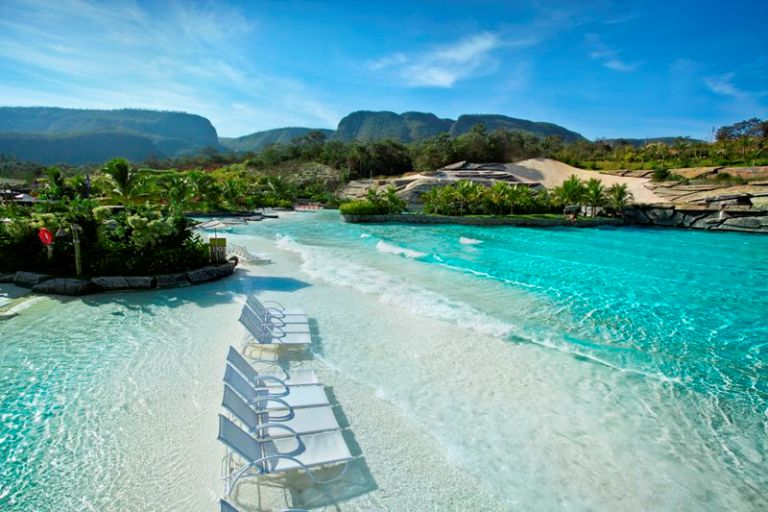
Caldas Novas.

Goiás es un estado muy conocido por sus bellezas naturales, entre ellas, el Parque nacional da Chapada dos Veadeiros, sus aguas termales, encontradas principalmente en Caldas Novas, su cultura e historia, encontrada en Pirenópolis, ciudad fundada a inicios del siglo XVIII.
Además de la Ciudad de Goiás, antigua capital que en 2001 recibió título de patrimonio de la humanidad por Unesco

#### Mato Grosso
Mato Grosso es un estado muy conocido, debido a sus bellezas naturales, y la más famosa es el Pantanal. Su capital es Cuiabá, que está entre sus puntos turísticos más destacados. El Parque nacional da Chapada dos Guimarães es otro lugar que atrae miles de turistas que lo visitan en busca de sus cataratas de aguas cristalinas, bordeadas por la flora típica del cerrado.

#### Mato Grosso do Sul
Mato Grosso do Sul es mundialmente conocido por su biodiversidad, encontrada principalmente en el Complejo del Pantanal y en el Parque nacional Sierra da Bodoquena. Sua capital es Campo Grande y sus principales ciudades turísticas son: Bonito, Jardim y Bodoquena, en el Parque nacional Sierra da Bodoquena; Corumbá, Aquidauana, Anastácio y Porto Murtinho en el Complejo del Pantanal; Ponta Porã y Bela Vista en la frontera con Paraguay.